# Guerra de Yom Kipur
La guerra de Yom Kipur, guerra del Ramadán o guerra de Octubre (en árabe: حرب أكتوبر‎, Ḥarb ʾUktōbar o حرب تشرين, Ḥarb Tišrīn; Hebreo: מלחמת יום הכיפורים, Milẖemet Yom HaKipurim o מלחמת יום כיפור, Milẖemet Yom Kipur) también conocida como la guerra árabe-israelí de 1973, fue un conflicto bélico librado por la coalición de países árabes abanderada por Egipto y Siria contra Israel desde el 6 al 25 de octubre de 1973. Con la excepción de ataques aislados en territorio israelí el 6 y 9 de octubre, las acciones militares de combate durante la guerra tuvieron lugar en territorio árabe, sobre todo en el Sinaí y los Altos del Golán. Egipto y Siria querían recuperar el Sinaí y los Altos del Golán, respectivamente. El presidente egipcio Anwar el-Sadat deseaba también reabrir el canal de Suez. 
La guerra comenzó cuando la coalición árabe lanzó un ataque sorpresa conjunto sobre las posiciones israelíes en los territorios conquistados por Israel en Yom Kipur, el día más sagrado del judaísmo, que también se produjo ese año durante el mes sagrado musulmán del Ramadán. Las fuerzas egipcias y sirias cruzaron las líneas de alto el fuego para entrar en la península del Sinaí y los Altos del Golán, respectivamente, que habían sido capturados por Israel en la guerra de los Seis Días de 1967. Tanto Estados Unidos como la Unión Soviética iniciaron esfuerzos masivos de reabastecimiento a sus respectivos aliados durante la guerra, y esto llevó a un corto enfrentamiento entre las dos superpotencias nucleares.
La guerra comenzó con un cruce egipcio masivo y exitoso del canal de Suez. Después de cruzar la línea de alto el fuego, las fuerzas egipcias avanzaron virtualmente sin oposición en la península del Sinaí. Después de tres días, Israel había movilizado a la mayoría de sus fuerzas y logrado detener la ofensiva egipcia, llegando así a un punto muerto. Los sirios coordinan su ataque en los Altos del Golán, coincidiendo con la ofensiva egipcia e inicialmente amenazaron las ganancias territoriales israelíes. Tres días después, sin embargo, las fuerzas israelíes habían logrado empujar a los sirios de nuevo a las líneas de alto el fuego antes de la guerra. Luego, lanzaron una contraofensiva de profundidad durante cuatro días a Siria. Al cabo de una semana, la artillería israelí comenzó a bombardear las afueras de Damasco. Como el presidente egipcio Anwar Sadat comenzó a preocuparse por la integridad de su principal aliado, él creyó que la captura de dos pasos estratégicos ubicados profundamente en el Sinaí harían su posición más fuerte durante las negociaciones. Por lo tanto, ordenó a los egipcios volver a la ofensiva, pero el ataque fue repelido rápidamente. Los israelíes luego contraatacaron en la grieta entre los dos ejércitos egipcios, cruzaron el canal de Suez hacia Egipto, y comenzaron a avanzar lentamente hacia el sur y hacia el oeste, hacia Suez durante una semana de intensos combates que infligieron bajas en ambos lados.
El 22 de octubre un alto al fuego negociado por las Naciones Unidas se deshizo rápidamente, con cada lado culpando al otro por el incumplimiento. Para el 24 de octubre, los israelíes habían mejorado sus posiciones considerablemente y completado su cerco del tercer ejército egipcio y la ciudad de Suez. Este acontecimiento condujo a tensiones entre Estados Unidos y la Unión Soviética. Como resultado, un segundo alto el fuego se impuso de manera cooperativa el 25 de octubre para poner fin a la guerra.
La guerra tuvo consecuencias de largo alcance. El mundo árabe, que había sido humillado por la derrota desequilibrada de la alianza egipcio-sirio-jordana durante la guerra de los Seis Días, se sintió psicológicamente reivindicado por los primeros éxitos en el conflicto. En Israel, a pesar de los impresionantes logros operacionales y tácticos en el campo de batalla, la guerra llevó al reconocimiento de que no había garantía de que siempre dominaría militarmente a los estados árabes. Estos cambios allanaron el camino para el proceso de paz subsiguiente. Los Acuerdos de Camp David (1978) que siguieron dieron lugar a la devolución del Sinaí a Egipto y la normalización de las relaciones entre los dos países: el primer reconocimiento pacífico de Israel por parte de un país árabe. Egipto continuó su alejamiento de la Unión Soviética y abandonó su área de influencia en su totalidad.

## Fondo
La guerra fue parte del conflicto árabe-israelí, una disputa que incluyó muchas batallas y guerras desde 1948, cuando se formó el Estado de Israel. Durante la guerra de los Seis Días de 1967, Israel capturó la península del Sinaí de Egipto y aproximadamente la mitad de los Altos del Golán de Siria.
Según Jaim Herzog:

El 19 de junio de 1967, el Gobierno de Unidad Nacional de Israel votó unánimemente para devolver el Sinaí a Egipto y los Altos del Golán a Siria a cambio de acuerdos de paz. El Golán tendría que ser desmilitarizado y un arreglo especial sería negociado por los Estrechos de Tirán. El gobierno también decidió iniciar negociaciones con el rey Huséin I de Jordania con respecto a la frontera oriental.

El ministro de Relaciones Exteriores israelí, Abba Eban, dijo que la decisión debía ser transmitida a los Estados árabes por el gobierno de Estados Unidos. En lugar de ello, Estados Unidos fue informado de la decisión, pero no entendieron que era para transmitirla. No hay evidencia de que fue comunicada a Egipto o Siria. La decisión se mantuvo en secreto, celosamente guardada, dentro de los círculos del gobierno israelí y la oferta fue retirada en octubre de 1967. Shlomo Ben-Ami (exministro de Exteriores israelí, 2000/2001) desmiente específicamente la evaluación del gobierno israelí, en sentido contrario en el momento.
Tanto Egipto como Siria deseaban la recuperación de la tierra perdida durante la guerra de los Seis Días. En septiembre de 1967, la Cumbre Árabe de Jartum emitió los «tres no», resolviendo que no habría «ni paz, ni reconocimiento, ni negociación con Israel». En los años posteriores a la guerra, Israel erigió líneas de fortificación, tanto en el Sinaí como en los Altos del Golán. En 1971, Israel gastó  500 millones de dólares fortificando sus posiciones sobre el canal de Suez, una cadena de fortificaciones y terraplenes enormes conocida como la Línea Bar Lev (el nombre del general israelí Jaim Bar-Lev).
El presidente egipcio Gamal Abdel Nasser murió en septiembre de 1970 y fue sucedido por Anwar Sadat. En 1971, Sadat, en respuesta a una iniciativa de la ONU, actuando como intermediario Gunnar Jarring, declaró que si Israel se comprometía a «la retirada de sus fuerzas armadas del Sinaí y la Franja de Gaza», al «logro de una solución justa para el problema de los refugiados», a «la retirada de las fuerzas armadas israelíes de todos los territorios ocupados desde el 5 de junio de 1967», y a la aplicación de otras disposiciones de la Resolución 242 del Consejo de Seguridad de la ONU como solicitó Jarring, Egipto entonces «estará listo para entrar en un acuerdo de paz con Israel». Israel respondió que no se retiraría a las líneas anteriores al 5 de junio.
Sadat esperaba que al infligir una derrota incluso limitada sobre los israelíes, la situación actual podría alterarse. Hafez al-Asad, el mandatario de Siria, tenía un punto de vista diferente. Él tenía poco interés en la negociación y sintió que la reconquista de los Altos del Golán sería una opción puramente militar. Después de la guerra de los Seis Días, Assad había puesto en marcha un rearme militar masivo y la esperanza de hacer que Siria fuera el poder militar dominante de los estados árabes. Con la ayuda de Egipto, Assad consideró que su nuevo ejército podría ganar de manera convincente contra Israel y asegurar así el papel de Siria en la región. Assad sólo veía que las negociaciones comenzaran una vez que los Altos del Golán hubieran sido reconquistados por la fuerza, lo que induciría a Israel a renunciar a Cisjordania y Gaza, y hacer otras concesiones.
Sadat también tuvo importantes problemas internos al querer la guerra. «Los tres años desde que Sadat había tomado el despacho [...] fueron los más desmoralizados en la historia egipcia [...]. Una economía disecada añadida al desaliento de la nación. La guerra era una opción desesperada». En su biografía de Sadat, Rafael Israelí argumentó que Sadat sintió que la raíz del problema estaba en la gran vergüenza de la guerra de los Seis Días, y antes de que  pudiera introducirse cualquier reforma sintió que la vergüenza había de ser superada. La economía de Egipto estaba en ruinas, pero Sadat sabía que las reformas profundas que él sentía necesarias serían profundamente impopulares entre los sectores de la población. Una victoria militar le daría la popularidad que necesitaba para hacer cambios. Una parte de la población egipcia, sobre todo estudiantes universitarios que lanzaron amplias protestas, deseaba firmemente una guerra para recuperar el Sinaí y fue muy molesto que Sadat no la hubiera puesto en marcha en uno de sus primeros tres años en el cargo.
Los otros estados árabes mostraron mucha más reticencia a comprometerse plenamente con una nueva guerra. El rey Huséin I de Jordania temía otra importante pérdida de territorio como había ocurrido durante la guerra de los Seis Días, en la que Jordania perdió toda Cisjordania, territorio que había conquistado y anexionado en 1948-49, y que había duplicado su población. Sadat también respaldaba la reclamación de la Organización de Liberación de Palestina (OLP) de Cisjordania y Gaza, y en el caso de una victoria, prometió a Yasser Arafat que se le daría control de los territorios. Huséin I todavía veía a Cisjordania como parte de Jordania y quería restaurarla como parte de su reino. Por otra parte, durante la crisis de septiembre Negro de 1970, una guerra civil casi había estallado entre la OLP y el gobierno jordano. En ese conflicto Siria había intervenido militarmente en el lado de la OLP, sorprendiendo a Huséin I.
Irak y Siria también mantenían relaciones tensas, y los iraquíes se negaron a unirse a la ofensiva inicial. No se esperaba que Líbano, que comparte frontera con Israel, se uniese al esfuerzo de guerra árabe debido a su pequeño ejército y la inestabilidad ya evidente en su seno. Los meses anteriores a la guerra vieron a Sadat participando en una ofensiva diplomática para tratar de ganar apoyo para la guerra. En el otoño de 1973, reclamó el respaldo de más de un centenar de estados. Estos eran la mayoría de los países de la Liga Árabe, el Movimiento de Países No Alineados y la Organización de la Unidad Africana. Sadat también había trabajado para ganarse el favor de Europa y tuvo cierto éxito antes de la guerra. Gran Bretaña y Francia por primera vez se pusieron de parte de las potencias árabes contra Israel en el Consejo de Seguridad de las Naciones Unidas.

### Acontecimientos que condujeron a la guerra
Tras el rechazo de la iniciativa de paz de Sadat, quien había propuesto una retirada israelí completa a las fronteras anteriores a 1967 a cambio de un pacto de no beligerancia, según versión de Henry Kissinger, y cuatro meses antes de que  la guerra estallara, se le ofreció a Ismail, emisario de Sadat, que la soberanía sobre la península del Sinaí retornaría a Egipto e Israel se retiraría de todo el Sinaí, excepto de algunos puntos estratégicos. Ismail dijo que iba a volver con la respuesta de Sadat, pero nunca regresó: Sadat ya estaba determinado para la guerra, y sólo una garantía estadounidense del cumplimiento de todo el programa árabe en un tiempo breve podría haberlo disuadido.
Sadat declaró que Egipto estaba dispuesto a «sacrificar un millón de soldados egipcios» para recuperar su territorio perdido. Desde finales de 1972, Egipto inició un esfuerzo concentrado para aumentar sus fuerzas, recibiendo cazas MiG-21; misiles antiaéreos SA-2, SA-3, SA-6 y SA-7; tanques T-55 y T-62; armas contracarro RPG-7; misiles guiados contracarro AT-3 Sagger de la Unión Soviética; y la mejora de sus tácticas militares, basadas en doctrinas de batalla soviéticas. Los generales políticos, que tuvieron en gran parte la responsabilidad de la derrota en 1967, fueron sustituidos por otros más competentes.
El papel de las superpotencias también fue un factor importante en el resultado de las dos guerras. La política de la Unión Soviética fue una de las causas de la debilidad militar de Egipto; el presidente Nasser solo fue capaz de obtener el material para un muro de defensa de misiles antiaéreos después de visitar Moscú y suplicar a los dirigentes del Kremlin: afirmó que si no se les daban provisiones, tendría que volver a Egipto y decirle al pueblo egipcio que Moscú los había abandonado, y luego abandonar el poder a favor de uno de sus compañeros que fuera capaz de hacer frente a los estadounidenses. Los estadounidenses luego tendrían la sartén por el mango en la región, cosa que Moscú no podía permitir.

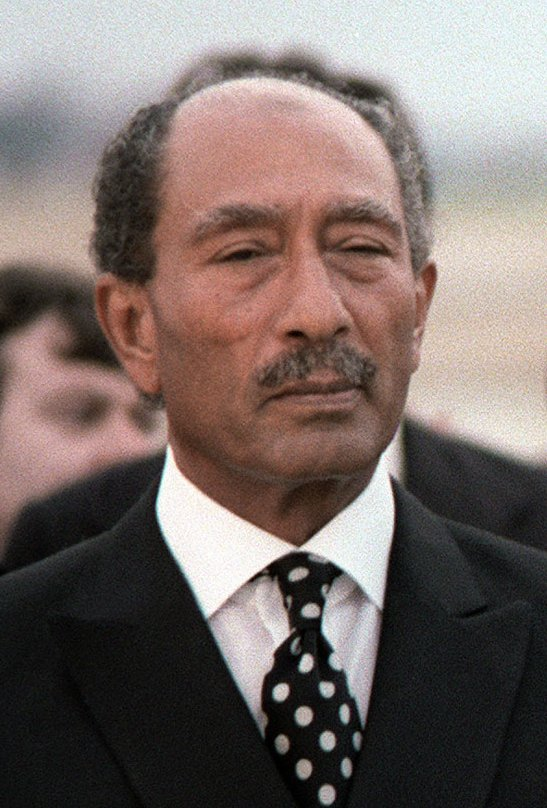
Presidente egipcio Anwar Sadat.

Uno de los objetivos no declarados de Egipto en la Guerra de Desgaste era obligar a la Unión Soviética a abastecer a Egipto con armas más avanzadas y mejor material. Egipto entendía que la única forma de convencer a los jerarcas soviéticos de las deficiencias de la mayor parte del armamento y defensa aérea suministrados después de 1967, era poner a prueba las armas soviéticas contra el armamento avanzado que Estados Unidos había suministrado a Israel.
La política de Nasser tras la derrota de 1967 entraba en conflicto con la de la Unión Soviética. Los soviéticos intentaron evitar una nueva conflagración entre los árabes e israelíes a fin de no dejarse arrastrar a una confrontación con Estados Unidos, lo que se hizo evidente cuando las superpotencias se reunieron en Oslo y acordaron mantener el statu quo. Esto era inaceptable para los jerarcas egipcios, y cuando se descubrió que se estaban haciendo preparativos egipcios para cruzar el canal, se hizo imperativo expulsar a los soviéticos de Egipto. En julio de 1972, Sadat expulsó a casi la totalidad de los 20.000 asesores militares soviéticos en el país y reorientó la política exterior del país a ser más favorable a Estados Unidos. Los sirios, entre tanto, permanecieron cerca de la Unión Soviética.
Los soviéticos pensaban que Sadat tenía escasas posibilidades en cualquier guerra. Advirtieron que cualquier intento de cruzar el fortificado canal de Suez desembocaría en pérdidas masivas. Tanto los soviéticos como los estadounidenses estaban entonces persiguiendo la distensión, y no tenían ningún interés en que Oriente Próximo se desestabilizara. En una reunión de junio de 1973 con el presidente estadounidense Richard Nixon, el secretario general soviético Leonid Brézhnev propuso que Israel regresara a su frontera de 1967. Brézhnev dijo que si Israel no lo hacía «vamos a tener dificultades para mantener la situación militar bajo control», una indicación de que la Unión Soviética había sido incapaz de frenar los planes de Sadat.
En una entrevista publicada en la revista Newsweek (9 de abril de 1973), el presidente Sadat amenazó de nuevo con la guerra con Israel. En varias ocasiones durante 1973, las fuerzas árabes llevaron a cabo ejercicios a gran escala que ponían a los militares israelíes en el más alto nivel de alerta, sólo para retroceder a los pocos días. La cúpula israelí creía que si un ataque se llevara a cabo, la Fuerza Aérea de Israel (FAI) podría repelerlo.
Casi un año antes de la guerra, el 24 de octubre de 1972, en reunión con su Consejo Supremo de las Fuerzas Armadas, Sadat declaró su intención de ir a la guerra con Israel, incluso sin el apoyo soviético. La planificación había comenzado en 1971 y se llevó a cabo en absoluto secreto, incluso a los comandantes de la parte superior del escalafón no se les participó de los planes de guerra hasta menos de una semana antes del ataque, y los soldados no fueron informados hasta pocas horas antes. El plan para atacar a Israel al mismo tiempo que Siria fue denominado en código Operación Badr (en árabe significa «luna llena»), en honor a la batalla de Badr, en el que los musulmanes bajo Mahoma derrotaron a la tribu Quraysh de La Meca.

### Desde la iniciativa hasta el ataque por sorpresa
La Dirección de Inteligencia Militar (abreviado como «Aman») del Departamento de Investigación de las Fuerzas de Defensa de Israel (FDI) fue responsable de formular las estimaciones de inteligencia israelí. Sus evaluaciones sobre la probabilidad de guerra se basaron en varios supuestos. En primer lugar, se supuso correctamente que Siria no iría a la guerra contra Israel a menos que Egipto hiciera lo mismo. En segundo lugar, el departamento fue informado por Ashraf Marwan, el hijo político del expresidente Nasser que era un agente de alto nivel del Mossad, que Egipto quería recuperar todo el Sinaí, pero no iba a ir a la guerra hasta que le fueran suministrados los cazabombarderos MiG-23 para neutralizar la Fuerza Aérea de Israel, y los misiles Scud, para ser utilizados contra ciudades israelíes como un elemento de disuasión contra los ataques israelíes contra la infraestructura egipcia.
Dado que no habían recibido los MiG-23 y los misiles Scud sólo habían llegado a Egipto desde Bulgaria a fines de agosto y que costaría cuatro meses entrenar a los equipos de tierra egipcios, Aman pronosticó que la guerra con Egipto no era inminente. Esta suposición sobre los planes estratégicos de Egipto, conocida como «el concepto», perjudicó fuertemente el pensamiento del departamento y lo llevó a desestimar otras advertencias de la guerra.
A mediados de 1973, Aman estaba casi completamente al tanto de los planes de guerra árabes. Se sabía que los ejércitos egipcios Segundo y Tercero intentarían cruzar el canal de Suez y avanzar diez kilómetros en el Sinaí, seguidos por divisiones blindadas que avanzarían hacia los pasos de Mitla y Gidi, y que las unidades navales y paracaidistas entonces intentarían capturar Sharm el-Sheikh. Aman también estaba al tanto de todos los detalles del plan de guerra sirio. Sin embargo, los analistas israelíes, después de «el concepto», no creían que los árabes estuvieran comprometidos a ir a la guerra.
Los egipcios hicieron mucho por promover este concepto erróneo. Tanto los israelíes como los estadounidenses consideraron que la expulsión de los observadores militares soviéticos había reducido gravemente la eficacia del ejército egipcio. Los egipcios se aseguraron de que existiera un flujo continuo de información falsa sobre los problemas de mantenimiento y la falta de personal para operar el equipo más avanzado. Los egipcios realizaron repetidos informes engañosos sobre la falta de piezas de repuesto, que también se dirigieron a los israelíes. Sadat se había comprometido durante tanto tiempo en la política suicida que sus amenazas de guerra frecuentes estaban siendo ignoradas por el mundo.
En abril y mayo de 1973, la inteligencia israelí comenzó la captación de señales claras de las intenciones de Egipto para la guerra, reconociendo que tenía las divisiones y equipos necesarios para cruzar el canal de Suez, y un paraguas de misiles para proteger a cualquier operación de cruce de un ataque aéreo. Sin embargo, el jefe de Aman, Eli Zeira, todavía estaba seguro de que la probabilidad de guerra era escasa.
En mayo y agosto de 1973, el ejército egipcio llevó a cabo ejercicios militares cerca de la frontera, y Ashraf Marwan erróneamente advirtió que Egipto y Siria podrían lanzar un ataque sorpresa el 15 de mayo. El ejército israelí se movilizó en respuesta a ambos ejercicios, con un costo considerable. Estos ejercicios eran para asegurar que los israelíes desestimaban los preparativos de guerra reales justo antes de que el ataque fuera lanzado como otro ejercicio.

### Ejercicios militares egipcios y sirios
En la semana previa al Yom Kipur, el ejército egipcio organizó un ejercicio de entrenamiento de una semana junto al canal de Suez. La inteligencia israelí, detectando grandes movimientos de tropas hacia el canal, desestimó estos movimientos como meros ejercicios de entrenamiento. También se detectaron movimientos de las tropas sirias hacia la frontera, al igual que la cancelación de los permisos y una llamada de reservas en el ejército sirio. Se consideraron estas actividades desconcertantes, pero no una amenaza, porque Aman creía que  no atacarían sin Egipto, y Egipto no atacaría hasta que llegara el armamento que quería. A pesar de esta creencia, Israel envió refuerzos a los Altos del Golán. Estas fuerzas sirvieron para justificar las críticas durante los primeros días de la guerra.
El 27 y 30 de septiembre, dos lotes de reservistas fueron llamados por el ejército egipcio para participar en estos ejercicios. Dos días antes del estallido de la guerra, el 4 de octubre, el comando egipcio anunció públicamente la desmovilización parcial de los reservistas llamados durante el 27 de septiembre para calmar sospechas en el lado israelí. Alrededor de 20.000 soldados fueron desmovilizados, y posteriormente a algunos de estos hombres se les dio permiso para realizar la Umrah (peregrinación) a La Meca. Los informes mostraron también que se dieron instrucciones a los cadetes en colegios militares para reanudar sus cursos el 9 de octubre.
El 1 de octubre, un investigador de Aman, teniente Benjamín Siman-Tov, presentó una evaluación en la que argumentaba que los despliegues y ejercicios egipcios a lo largo del canal de Suez parecían ser un camuflaje para una travesía real al canal. Siman-Tov envió una evaluación más exhaustiva el 3 de octubre. Ambas fueron ignoradas por su superior.
Según el general egipcio El-Gamasy, «Por iniciativa del personal de operaciones, revisamos la situación in situ y desarrollamos un marco para la operación ofensiva planificada. Se estudiaron las características técnicas del canal de Suez, el flujo y la circulación de las mareas, la velocidad de las corrientes y de su dirección, las horas de oscuridad y de luz de la luna, las condiciones meteorológicas, y las condiciones relacionadas en el Mediterráneo y el Mar Rojo». Además explicó diciendo: «El sábado 6 de octubre de 1973 (10 de Ramadán de 1393) fue el día elegido para la opción de septiembre-octubre. Las condiciones para una travesía era buenas, era un día de ayuno en Israel, y la luna en ese día, 10 de Ramadán, brilló desde el atardecer hasta la medianoche». La guerra coincidió ese año con el mes musulmán del Ramadán, cuando muchos soldados musulmanes árabes también ayunan. Por otro lado, el hecho de que el ataque fue lanzado durante el Yom Kipur puede haber ayudado a Israel a reunir más fácilmente las reservas de sus hogares y sinagogas, porque las carreteras y líneas de comunicación fueron en gran parte abiertas y esto alivió la movilización y transporte de los militares.[cita requerida]
A pesar de negarse a participar, el rey Huséin I de Jordania «se había reunido con Sadat y Assad en Alejandría dos semanas antes. Dadas las sospechas mutuas prevalecientes entre los jerarcas árabes, era poco probable que le hubieran dicho los planes de guerra específicos. Pero era probable que Sadat y Assad hubieran planteado la posibilidad de una guerra contra Israel en términos más generales para sentir la posibilidad de unirse a Jordania».
En la noche del 25 de septiembre, Husein voló en secreto a Tel Aviv para advertir a la primera ministra israelí Golda Meir de un ataque sirio inminente. «‹¿Van a la guerra sin los egipcios?›, preguntó la señora Meir. El rey dijo que no lo creía. ‹Creo que [los egipcios] cooperarán›». Esta advertencia fue ignorada, y Aman concluyó que el rey no le había dicho nada que no fuera ya conocido. Durante el mes de septiembre, Israel recibió once advertencias de guerra de fuentes bien situadas. Sin embargo, el director general del Mossad Zvi Zamir siguió insistiendo en que la guerra no era una opción para los árabes, incluso después de la advertencia de Husein. Zamir más tarde remarcó que «simplemente no nos pareció que ellos fueran capaces [de ir a la guerra]».
El día antes de la guerra, el general Ariel Sharón compartió fotografías aéreas y otros datos de inteligencia con Yehoshua Saguy, su oficial de inteligencia de división. El general Sharón se dio cuenta de que la concentración de las fuerzas egipcias a lo largo del canal había ido mucho más allá de lo observado durante los ejercicios de entrenamiento, y que los egipcios habían acumulado todo su equipo de cruce a lo largo del canal. Luego llamó al general Shmuel Gonen, quien lo había reemplazado como jefe del Comando Sur, y expresó su certeza de que la guerra era inminente.
El 4 y 5 de octubre, la preocupación de Zamir creció a medida que se detectaron signos adicionales de un ataque inminente. Los asesores soviéticos y sus familias salieron de Egipto y Siria, los aviones de transporte cargados con equipo militar aterrizaron en El Cairo y Damasco, y fotografías aéreas revelaron que las concentraciones en Egipto y Siria de carros, infantería y misiles SAM estaban en un nivel sin precedentes. Según documentos desclasificados de la Comisión Agranat, el general de brigada Yisrael Lior quien fue secretario/agregado militar de la primera ministra Golda Meir, afirmó que el Mossad sabía por Ashraf Marwan que un ataque iba a ocurrir bajo el disfraz de un ejercicio militar una semana antes de que ocurriera, pero el proceso de pasar la información a la Oficina de la primera ministra había fallado. La información terminó con el asistente de jefe del Mossad Zvi Zamir, quien se la pasó a las 12:30 a. m. del 5 de octubre. De acuerdo con la alegación, un Zamir desenfocado y aturdido agradeció al asesor la información y dijo que iba a pasarla a la oficina de la primera ministra en la mañana. En la noche del 5–6 de octubre, Zamir personalmente fue a Europa para reunirse con Marwan a medianoche. Marwan le informó de que un ataque sirio-egipcio conjunto era inminente. Sin embargo, Marwan dijo erróneamente a Zamir que el ataque se llevaría a cabo al atardecer.
Fue esta advertencia, en particular, junto con el gran número de otras advertencias, lo que finalmente incitó el alto mando israelí a pasar a la acción. Apenas unas horas antes de que comenzara el ataque, las órdenes salieron para una  llamada parcial a filas de los reservistas israelíes.
El ataque de las fuerzas egipcias y sirias tomó a Estados Unidos por sorpresa. De acuerdo con el futuro director de la CIA, y el secretario de Defensa, Robert Gates, estaba informando a un negociador de armas de Estados Unidos sobre la improbabilidad de un conflicto armado en la región cuando se enteró de la noticia del estallido de la guerra en la radio. Por otro lado, la KGB se enteró del ataque de antemano, probablemente a partir de sus fuentes de inteligencia en Egipto.

### Falta de un ataque preventivo israelí

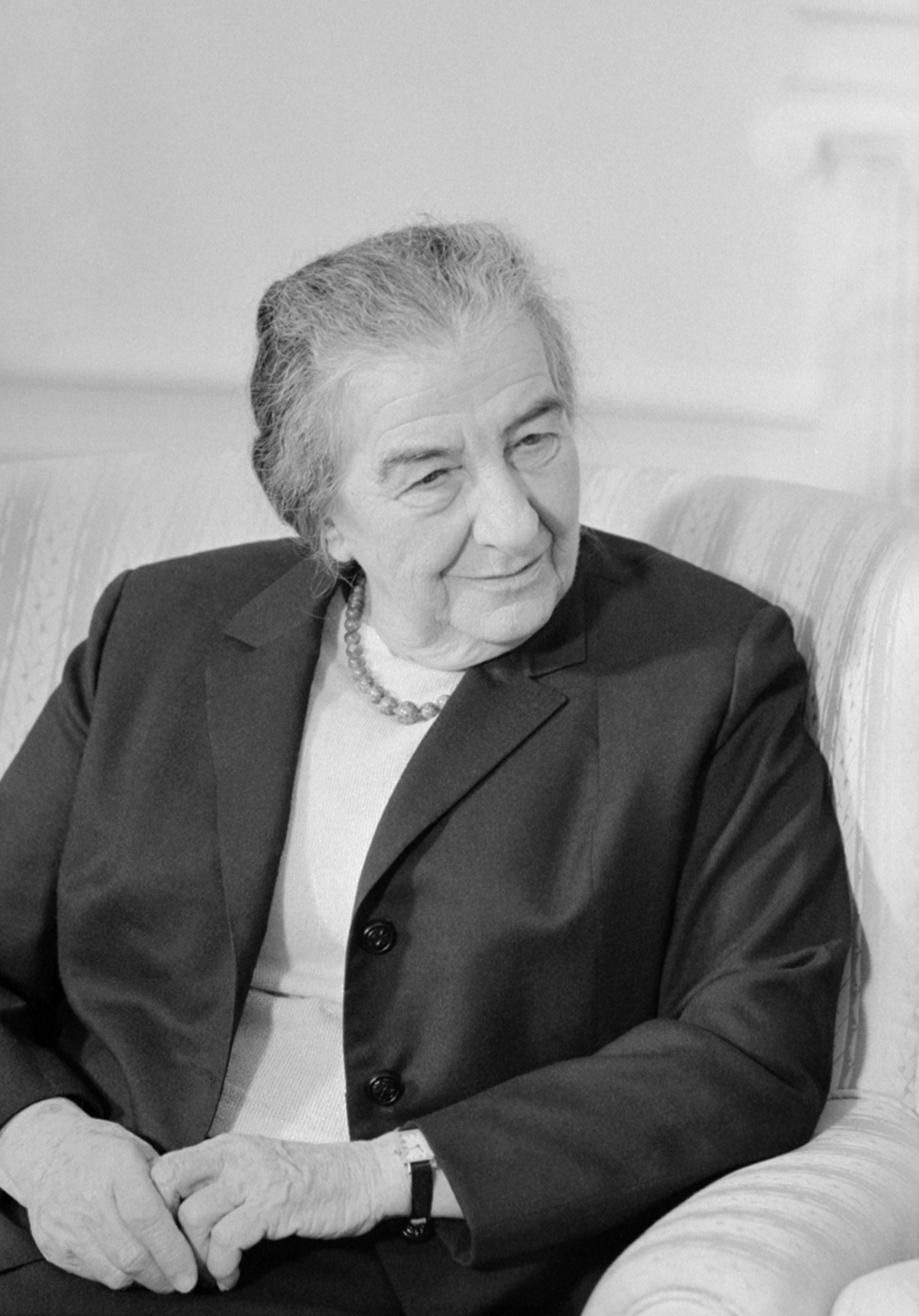
Al enterarse del inminente ataque, la primera ministra de Israel Golda Meir tomó la controvertida decisión de no lanzar un ataque preventivo.

La estrategia israelí había estado basada en su mayor parte en el precepto de que si la guerra era inminente, Israel debía lanzar un ataque preventivo. Se suponía que los servicios de inteligencia de Israel podrían dar, en el peor de los casos, un aviso con 48 horas de antelación sobre un ataque árabe.
La primera ministra Golda Meir, el ministro de Defensa Moshe Dayan, y el jefe del Estado Mayor David Elazar se reunieron a las 8:05 a. m. del día de Yom Kipur, seis horas antes de que la guerra comenzara. Dayan abrió la reunión con el argumento de que la guerra no era una certeza. Elazar luego presentó su argumento a favor de un ataque preventivo contra los aeródromos de Siria al mediodía, a los misiles sirios a las 3:00 p. m., y las fuerzas de tierra de Siria a las 5:00 p. m. «Cuando se hicieron las presentaciones, la primera ministra estuvo encerrada en la incertidumbre por unos instantes, pero luego llegó a una decisión clara. No habría ningún ataque preventivo. Israel podría estar necesitando la ayuda estadounidense muy pronto y era imperativo que no fuera culpado por iniciar la guerra. ‹Si atacamos primero, no vamos a obtener ayuda de nadie›, dijo». Antes de la guerra, Kissinger y Nixon advirtieron constantemente a Meir que no debía ser responsable de iniciar una guerra en Oriente Próximo. El 6 de octubre de 1973, día del inicio de la guerra, Kissinger dijo a Israel que no realizara un ataque preventivo, y Meir le confirmó que Israel no lo haría.
Otros países desarrollados, más dependientes del petróleo de la OPEP, tomaron con más seriedad la amenaza de un embargo de petróleo y el boicot comercial árabe, y habían dejado de suministrar municiones a Israel. Como resultado, Israel era totalmente dependiente de los Estados Unidos para el reabastecimiento militar, y especialmente sensible a cualquier cosa que pudiera poner en peligro esa relación. Después de que Meir tomara su decisión, a las 10:15 a. m. se reunió con el embajador estadounidense Kenneth Keating con el fin de informar a Estados Unidos de que Israel no tenía la intención de iniciar una guerra preventiva, y pidió que los esfuerzos de Estados Unidos fueran orientados a la prevención de la posibilidad de una guerra. Un telegrama electrónico con el informe de Keating de la reunión fue enviado a Estados Unidos a las 16:33 GMT (18:33, hora local).
Un mensaje llegó más tarde al Secretario de Estado estadounidense, Henry Kissinger, quien dijo: «No nos adelantemos». Al mismo tiempo, Kissinger también instó a los soviéticos a utilizar su influencia con Egipto para evitar la guerra, con el mensaje de la falta del derecho preferente de compra de Israel, y enviaron mensajes a otros gobiernos árabes para conseguir su ayuda en el lado de la moderación. Estos esfuerzos tardíos fueron inútiles. Según Henry Kissinger, si Israel hubiera atacado primero, no habría recibido «ni un clavo».
David Elazar propuso una movilización de toda la Fuerza Aérea y cuatro divisiones acorazadas, un total de entre 100.000 y 120.000 soldados; mientras que Dayan favoreció una movilización de la Fuerza Aérea y dos divisiones acorazadas, un total de alrededor de 70.000 militares. Meir optó por la propuesta de Elazar.

## La guerra

### En el Sinaí

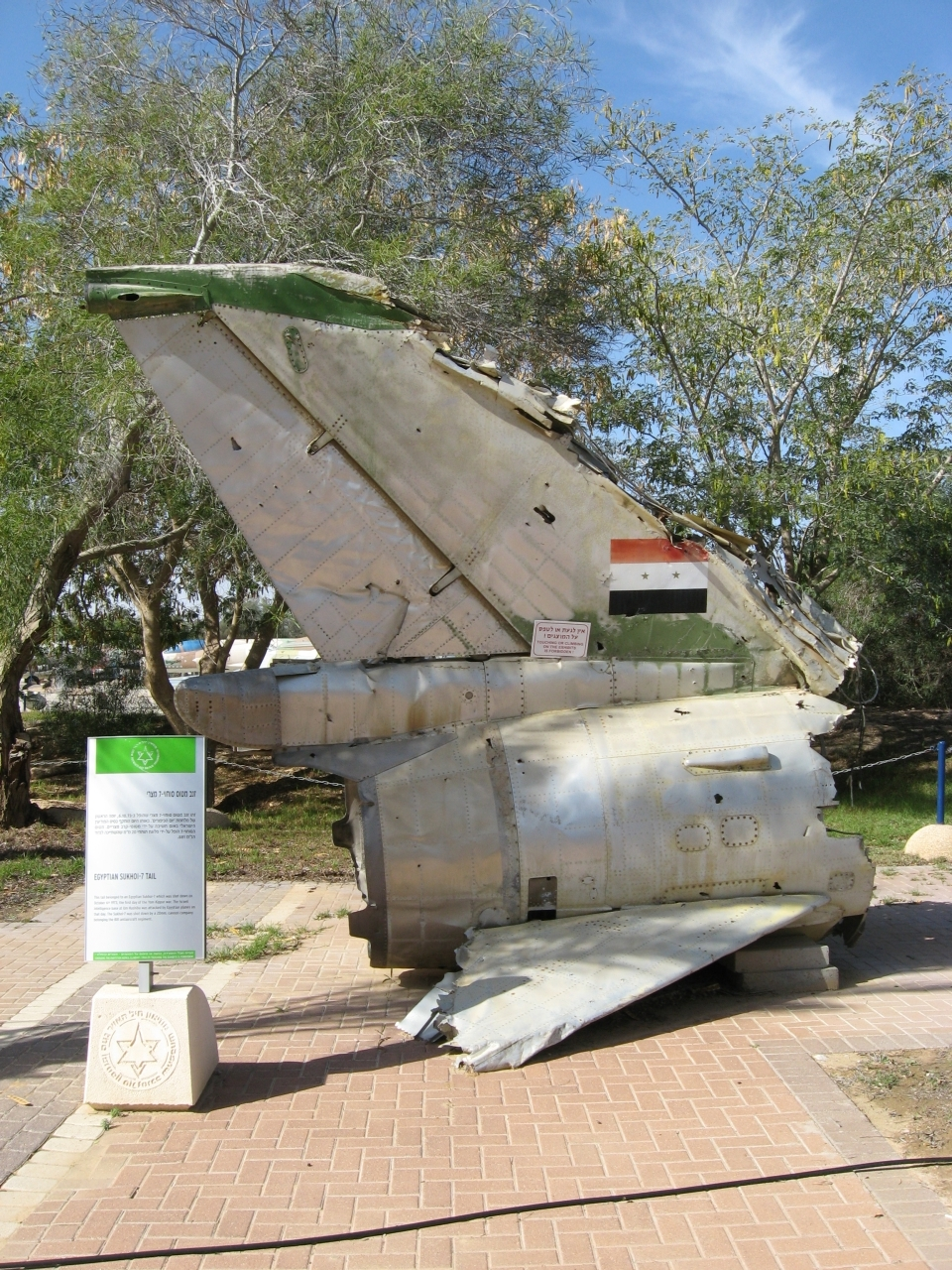
Restos de un Sukhoi Su-7 egipcio derribado sobre el Sinaí el 6 de octubre en exhibición en el Museo de la Fuerza Aérea de Israel.

El Sinaí fue una vez más el escenario de conflicto entre los israelíes y los egipcios, por quinta ocasión. Los egipcios se habían preparado para un asalto a través del canal y desplegaron cinco divisiones con un total de 100 000 soldados, 1350 carros de combate y 2000 cañones y morteros pesados para la acometida. Frente a ellos estaban 450 soldados de la Brigada Jerusalén, repartidos en 16 fortalezas a lo largo del canal de Suez. Había 290 carros de combate israelíes en todo el Sinaí divididos en tres brigadas blindadas, y sólo uno de ellos se desplegó cerca del canal cuando comenzaron las hostilidades.
Grandes cabezas de puente fueron establecidas en el margen oriental el 6 de octubre. Las fuerzas acorazadas israelíes lanzaron contraataques del 6 al 8 de octubre, pero a menudo eran poco sistemáticas e inadecuadamente apoyadas, y fueron rechazadas principalmente por los egipcios usando misiles portátiles contracarro. Entre el 9 de octubre y 12 de octubre, la respuesta estadounidense fue una llamada a un alto el fuego en el lugar. El armamento para Israel comenzó a fluir en cantidades modestas. Las unidades egipcias generalmente no avanzaron más allá de una franja poco profunda, por miedo a perder la protección de sus baterías con misiles superficie-aire (SAM), que se encontraban en la orilla occidental del canal. Durante la guerra de los Seis Días, la Fuerza Aérea israelí había golpeado a los ejércitos árabes indefensos. Egipto (y Siria) habían fortificado su lado de la línea de alto el fuego con baterías SAM proporcionadas por la Unión Soviética, contra las cuales la Fuerza Aérea de Israel no tenía tiempo para ejecutar una operación de supresión de las defensas aéreas enemigas (SEAD) debido al factor sorpresa. Israel, que había invertido gran parte de su presupuesto de defensa en la construcción de la fuerza aérea más fuerte de la región, vería la eficacia de su fuerza aérea restringida en las fases iniciales del conflicto por la presencia de SAM.
El 9 de octubre, el ejército israelí decidió concentrar sus reservas y aumentar sus suministros, mientras que los egipcios permanecieron en defensa estratégica. Nixon y Kissinger retuvieron un nuevo suministro a gran escala de armas a Israel. A falta de suministros, el gobierno israelí  aceptó a regañadientes un alto el fuego el 12 de octubre, pero Sadat se negó. Los soviéticos comenzaron un puente aéreo de armas a Siria y Egipto. El interés global estadounidense era demostrar mediante el suministro a Israel, que las armas soviéticas no podían dictar el resultado de los combates. Con un puente aéreo en pleno apogeo, Washington estaba dispuesto a esperar hasta que el éxito israelí en el campo de batalla pudiera persuadir a los árabes y los soviéticos para llevar la lucha a su fin. Se decidió contraatacar de una vez a los blindados egipcios que intentaban ampliar la cabeza de puente más allá de la protección del SAM. La estocada, con nombre en código Operación Gazelle, fue lanzada el 15 de octubre por las fuerzas israelíes que, encabezadas por la división de Ariel Sharón, irrumpieron a través del corredor Tasa y cruzaron el canal de Suez hacia el norte del Gran Lago Amargo.
Después de intensos combates, el ejército israelí avanzaba hacia El Cairo y se movía hacia el sur, en la orilla oriental del Gran Lago Amargo y en gran medida por el sur del canal hasta Puerto Suez. Era importante para los estadounidenses que los combates terminaran, pues podría salir del conflicto con sus intereses vitales intactos, y para mantener la autoestima de todas las partes también intacta. De aquí que indicaran una aceptación del avance israelí violando el alto el fuego; sin embargo, Estados Unidos no permitió la destrucción del 3.er ejército egipcio. El progreso israelí hacia El Cairo llegó a su fin cuando el alto el fuego fue declarado el 24 de octubre.

#### Ataque egipcio

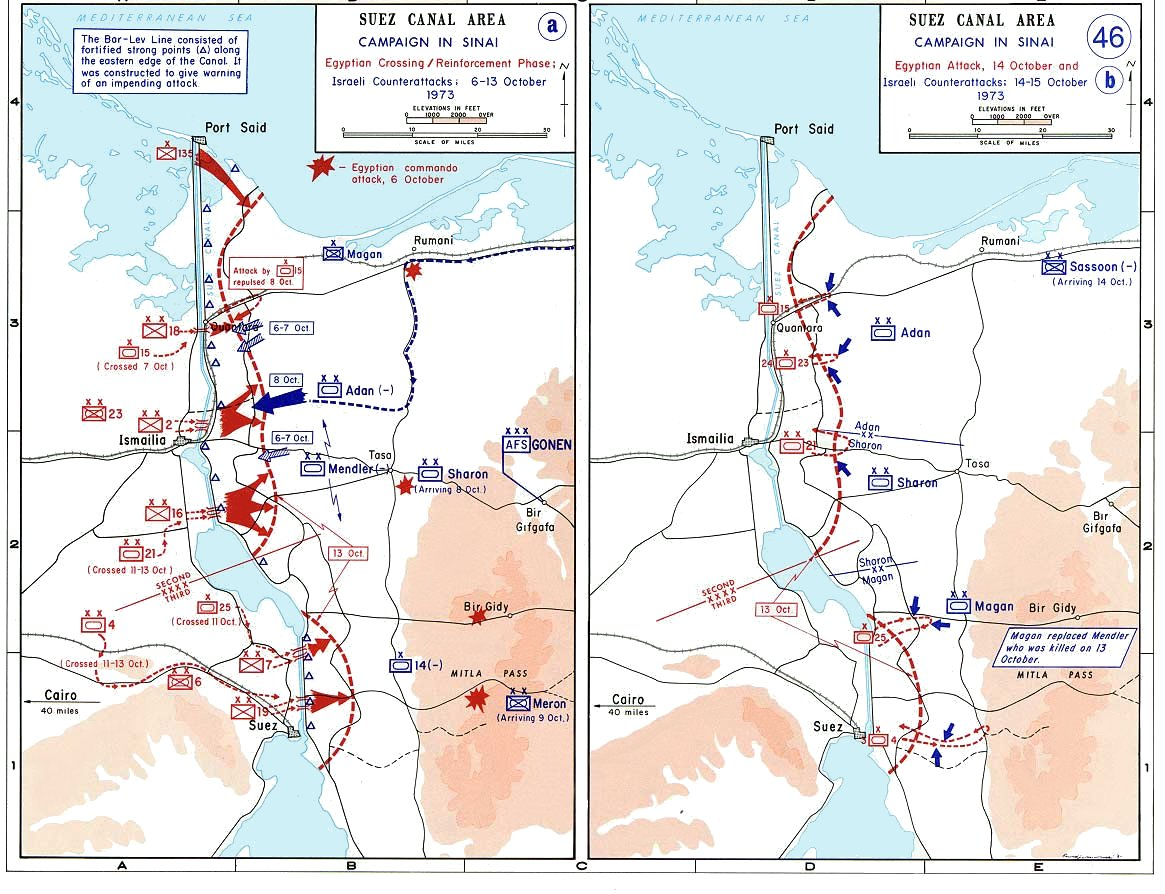
La guerra de 1973 en el Sinaí, 6–15 de octubre.

Anticipando un veloz contraataque acorazado israelí con sus tres divisiones blindadas, los egipcios habían armado su fuerza de asalto con un gran número de armas antitanque portátiles propulsadas por cohetes, granadas y los menos numerosos pero más avanzados misiles guiados Sagger, que resultaron devastadores para los primeros contraataques blindados israelíes. Cada una de las cinco divisiones de infantería que cruzaron el canal habían sido equipadas con cohetes RPG-7 y granadas RPG-43, y reforzadas con un batallón de misiles contracarro guiados, ya que no tendrían ningún apoyo acorazado durante casi 12 horas.
Además, los egipcios habían construido rampas separadas en los puntos de cruce, alcanzando hasta 21 m para contrarrestar el muro de arena israelí, proporcionar fuego de cobertura para la infantería de asalto y para contrarrestar los primeros contraataques blindados israelíes. La escala y la eficacia de la estrategia egipcia de desplegar estas armas contracarro, junto con la incapacidad de los israelíes de interrumpir su uso con el apoyo aéreo cercano (debido al escudo SAM) contribuyeron en gran medida a los reveses israelíes al principio de la guerra.

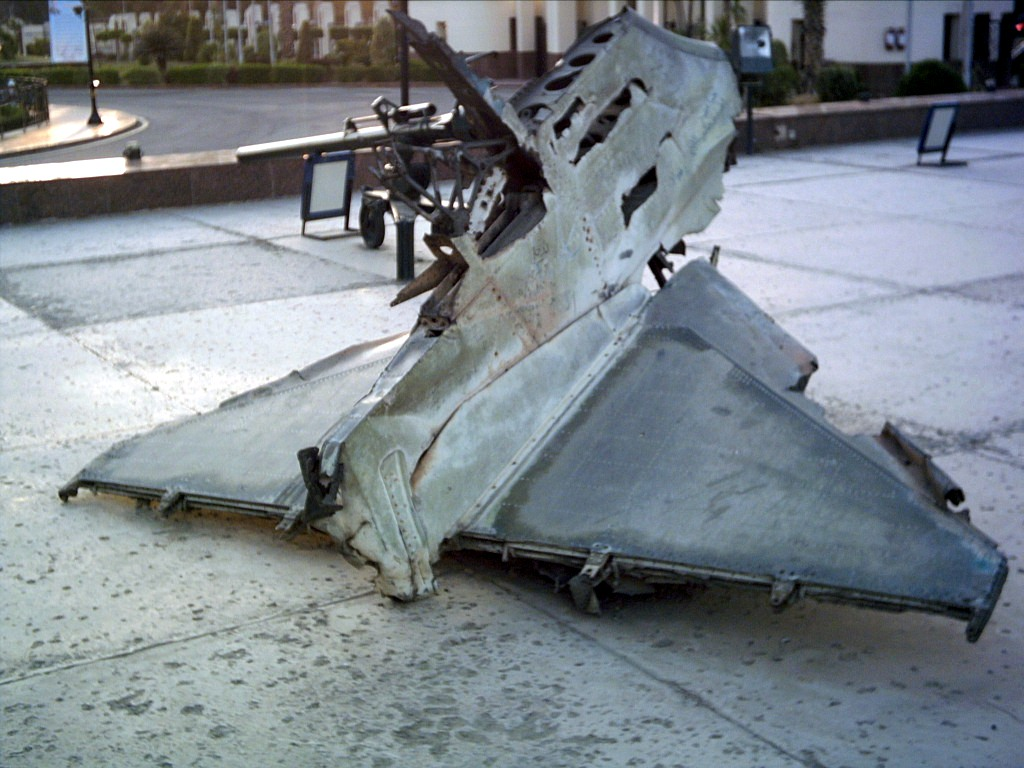
Restos de un A-4 Skyhawk israelí en exhibición en el museo de guerra de Egipto.

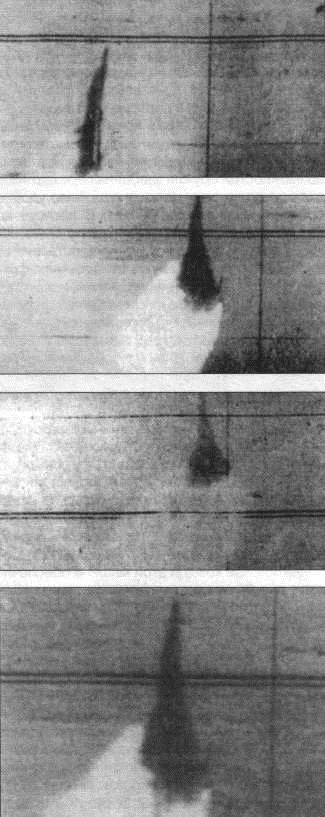
Mirage III israelí derribado por un MiG-21 egipcio durante la guerra de octubre.

El ejército egipcio puso un gran esfuerzo en la búsqueda de una forma rápida y eficaz de romper las defensas israelíes. Los israelíes habían construido grandes y altos muros de arena de 18 metros con una pendiente de 60 grados y reforzados con hormigón en la línea de agua. Los ingenieros egipcios inicialmente experimentaron con cargas explosivas y excavadoras para despejar los obstáculos, antes de que un oficial subalterno propusiera utilizar cañones de agua a alta presión. La idea fue probada y se comprobó su eficacia, y varios cañones de agua de alta presión fueron importados de Gran Bretaña y Alemania Oriental. Los cañones de agua rompieron efectivamente las paredes de arena utilizando agua del canal.
A las 02:00 p. m. del 6 de octubre, fue el inicio a la Operación Badr con un gran ataque aéreo. Más de 200 aviones egipcios realizaron ataques simultáneos contra tres bases aéreas, baterías de misiles Hawk, tres centros de comando, posiciones de artillería, y varias instalaciones de radares. Los aeródromos en Refidim y Bir Tamada fueron puestos temporalmente fuera de servicio, y algunos daños fueron infligidos a una batería Hawk en Ofir. El asalto aéreo fue acompañado por una andanada de más de 2000 piezas de artillería durante un período de 53 minutos contra la línea Bar-Lev, puestos traseros de mando de la zona y bases de concentración.
El autor Andrew McGregor afirmó que el éxito del primer ataque negó la necesidad de la segunda acometida prevista. Egipto reconoció la pérdida de 5 aviones durante el ataque. Kenneth M. Pollack escribió que 18 aviones egipcios fueron derribados, y que estas pérdidas llevaron a la cancelación de esa segunda oleada planeada. Durante este período, 2 F-4E Phantom israelíes retaron a 28 MiG egipcios sobre Sharm el-Sheikh y durante media hora, derribaron entre siete y ocho MiG sin pérdidas. Uno de los pilotos egipcios muertos fue el capitán Atif Sadat, medio hermano del presidente Sadat.
Al mismo tiempo, 14 bombarderos egipcios Tupolev Tu-16 atacaron objetivos israelíes en el Sinaí con misiles Kelt, mientras que otros dos Tupolevs egipcios dispararon dos misiles Kelt en una estación de radar en el centro de Israel. Un misil fue derribado por un Mirage de patrulla israelí, y el segundo cayó al mar. El ataque fue un intento de advertir a Israel de que Egipto podría tomar represalias si bombardeaba objetivos en lo profundo del territorio egipcio.
Al amparo de la andanada inicial de artillería, la fuerza de asalto egipcia de 32 000 infantes comenzó a cruzar el canal en doce olas en cinco áreas de cruce distintas, entre las 14:05 y las 17:30, en lo que se conocería como El Cruce. Los egipcios impidieron a las fuerzas israelíes reforzar la línea Bar Lev y procedieron a atacar las fortificaciones israelíes. Mientras tanto, los ingenieros pasaron a romper el muro de arena. La Fuerza Aérea de Israel llevó a cabo operaciones de interrupción aérea para tratar de evitar que se erigieran los puentes, pero sufrió pérdidas por las baterías egipcias SAM. Los ataques aéreos fueron en general ineficaces, debido al diseño en corte de los puentes, que habilitaba su reparación rápida cuando eran alcanzados.
A pesar de la feroz resistencia, la brigada de reserva israelí que guarnecía los fuertes Bar-Lev fue sobrepasada. Según Shazly, en un plazo de seis horas, quince puestos fortificados habían sido capturados mientras las fuerzas egipcias avanzaban varios kilómetros en el Sinaí. El testimonio de Shazly fue disputado por Kenneth M. Pollack  quien señaló que, en su mayor parte, los fuertes solamente cayeron tras repetidos ataques por parte de fuerzas superiores o asedios prolongados durante muchos días. La fortificación más septentrional de la línea Bar Lev, cuyo nombre en código era «Fort Budapest», soportó asaltos repetidos y permaneció en manos israelíes durante toda la guerra. Una vez que se establecieron los puentes, la infantería adicional, con las restantes armas antitanque portátiles y sin retroceso, comenzó a cruzar el canal, mientras que los primeros tanques egipcios comenzaron a cruzar a las 20:30.
Los egipcios también intentaron aterrizar varias unidades de comando aerotransportadas en diversas áreas en el Sinaí para obstaculizar la llegada de las reservas israelíes. Este intento fracasó cuando los israelíes derribaron hasta veinte helicópteros, que causaron muchas bajas. El general de división israelí (ret.) Jaim Herzog calculó las pérdidas de helicópteros egipcios en catorce. Otras fuentes afirman que «varios» helicópteros fueron derribados con una «pérdida total de vidas», y que los pocos comandos que lograron aterrizar eran ineficaces y no presentaron nada más que una «molestia». Kenneth Pollack afirmó que a pesar de sus fuertes pérdidas, los comandos egipcios lucharon excepcionalmente duro y crearon un considerable pánico, lo que llevó a los israelíes a tomar precauciones que obstaculizaron su capacidad para concentrarse en detener el asalto a través del canal.
Las fuerzas egipcias avanzaron aproximadamente 4 a 5 km en el desierto del Sinaí con dos ejércitos (ambos cuerpos para los estándares occidentales, incluida la segunda división de infantería en el norte del segundo ejército). Por la mañana siguiente, unos 850 carros de combate habían cruzado el canal. En su descripción de la guerra, Saad el-Shazly señaló que para la mañana del 7 de octubre, los egipcios habían perdido 280 soldados y 20 carros, aunque este registro se disputa.
La mayoría de los soldados israelíes defensores de la línea Bar-Lev murieron o fueron heridos, y unos 200 fueron hechos prisioneros. En los días posteriores, algunos defensores de la línea Bar-Lev lograron romper el cerco egipcio y regresar a sus líneas, o fueron extraídos durante contraataques israelíes que vinieron después. Durante los próximos días, la Fuerza Aérea Israelí (IAF) desempeñó un papel mínimo en la lucha en gran medida porque era necesaria para hacer frente a la simultánea, y en última instancia, más amenazante, invasión siria de los Altos del Golán.
Las fuerzas egipcias entonces consolidaron sus posiciones iniciales. El 7 de octubre, las cabezas de puente se ampliaron un adicional 4 km, al mismo tiempo que rechazaban los contraataques israelíes. En el norte, la 18.ª División egipcia atacó la localidad de El-Qantarah el-Sharqiyya, alcanzando a las fuerzas israelíes en y alrededor de la ciudad. Los combates fueron cerrados, y a veces cuerpo a cuerpo. Los egipcios se vieron obligados a destruir los edificios de la ciudad. Por la tarde, la mayor parte de la ciudad estaba en manos egipcias. El-Qantarah estaba completamente despejada para la mañana siguiente.
Mientras tanto, los comandos egipcios lanzados el 6 de octubre comenzaron a encontrarse con las reservas israelíes a la mañana siguiente. Ambos bandos sufrieron fuertes pérdidas, pero los comandos tuvieron éxito en retrasar el movimiento de las reservas israelíes hacia el frente. Estas operaciones especiales a menudo llevaron a la confusión y ansiedad entre los comandantes israelíes, que elogiaron a los comandos egipcios.
Este punto de vista fue contradicho por otras fuentes que declaran que pocos comandos llegaron a sus objetivos, y fueron por lo general nada más que una molestia. Según Abraham Rabinovich, sólo los comandos cercanos a Baluza y aquellos que bloquearon el camino a Fort Budapest tuvieron éxitos medibles. De los 1700 comandos egipcios insertados detrás de las líneas israelíes durante la guerra, 740 fueron muertos, muchos en los helicópteros derribados, y 330 hechos prisioneros.

#### Contraataque israelí fallido

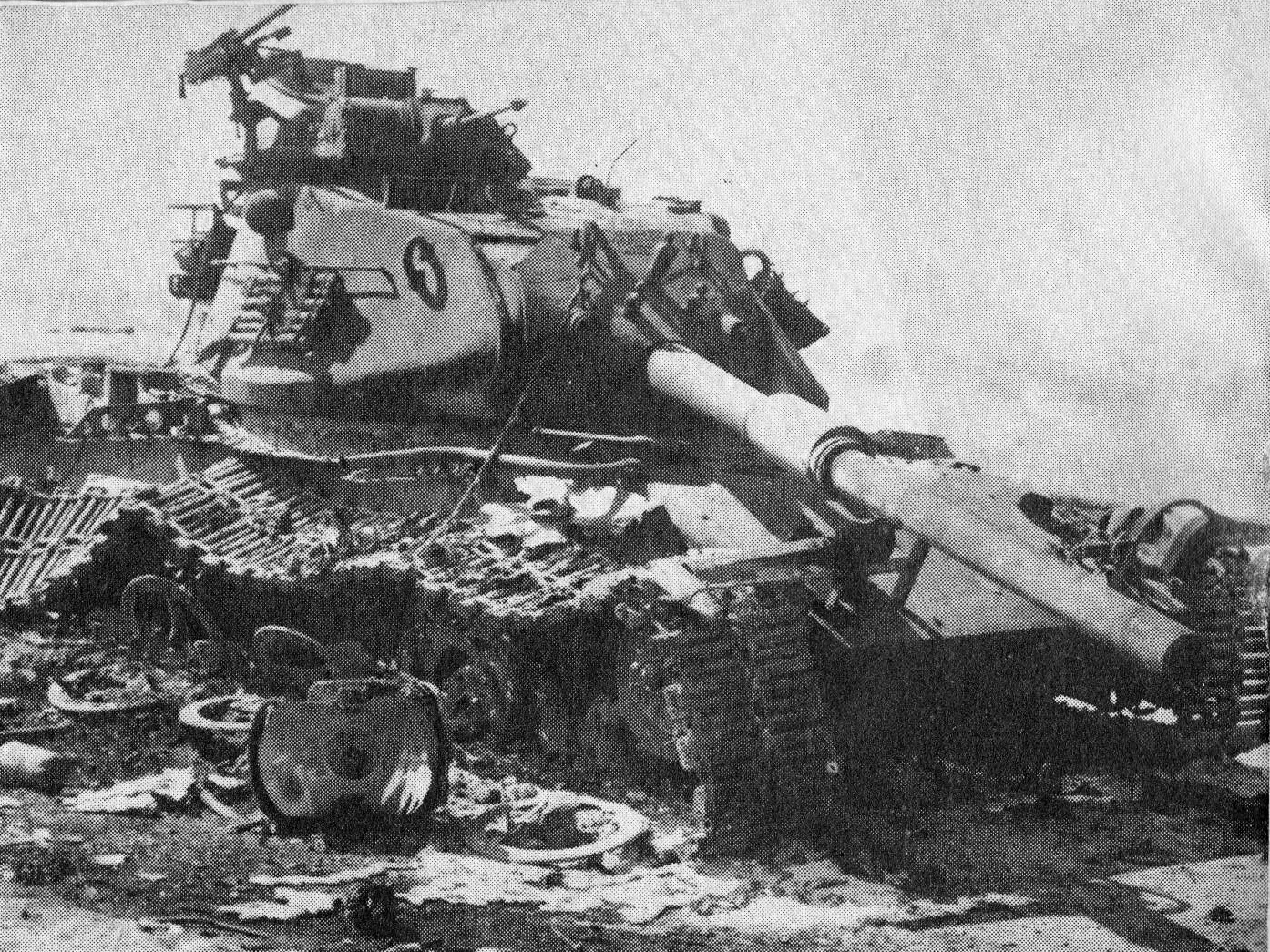
Un tanque israelí M60 Patton destruido en el Sinaí.

El 7 de octubre, David Elazar visitó a Shmuel Gonen, comandante del frente sur de Israel (quien sólo había tomado el cargo tres meses antes, tras la renuncia de Ariel Sharón) y se reunió con los comandantes israelíes. Los israelíes planearon un contraataque cauteloso al día siguiente por la 162.ª División Acorazada de Abraham Adan. El mismo día, la Fuerza Aérea de Israel llevó a cabo la Operación Tagar, con el objetivo de neutralizar las bases de la Fuerza Aérea de Egipto y de su escudo antimisiles.
Siete bases aéreas egipcias sufrieron daños con la pérdida de dos A-4 Skyhawk y sus pilotos. Dos ataques más planificados fueron cancelados debido a la creciente necesidad de poder aéreo en el frente sirio. La FAI llevó a cabo ataques aéreos adicionales contra las fuerzas egipcias en la margen levantina del canal, según los informes, infligiendo graves pérdidas. Aviones israelíes habían llevado a cabo cientos de incursiones contra objetivos egipcios el día siguiente, pero el escudo SAM egipcio causó fuertes pérdidas. Las bajas israelíes consistían en tres aviones por cada 200 vuelos de combate, un ritmo insostenible. Los israelíes respondieron ideando rápidamente nuevas tácticas para frustrar las defensas aéreas egipcias. El 8 de octubre, después de que Elazar se retiró, Gonen cambió los planes sobre la base de los más optimistas informes del terreno. La división de Adan estaba compuesta por tres brigadas, con un total de 183 carros de combate. Una de las brigadas todavía estaba en camino a la zona, y participaría en el ataque al mediodía, junto con una brigada de infantería mecanizada de apoyo con un adicional de 44 carros. El contraataque israelí estaba en la dirección de los puntos fortificados Bar Lev y frente a la ciudad de Ismailía, contra la atrincherada infantería egipcia. En una serie de ataques mal coordinados, que fueron rechazados por una fuerte resistencia, los israelíes sufrieron fuertes pérdidas.
Esa tarde, las fuerzas egipcias avanzaron una vez más para profundizar sus cabezas de puente, y como resultado los israelíes perdieron varias posiciones estratégicas. Otros ataques israelíes para recuperar el terreno perdido fueron infructuosos. Hacia el anochecer, un contraataque egipcio fue rechazado con la pérdida de 50 tanques egipcios por la 143.ª división acorazada israelí, encabezada por el general Ariel Sharón, que había sido reintegrado como comandante de división al comienzo de la guerra. Garwych, citando fuentes egipcias, documentó las pérdidas de tanques egipcios hasta el 13 de octubre en 240.

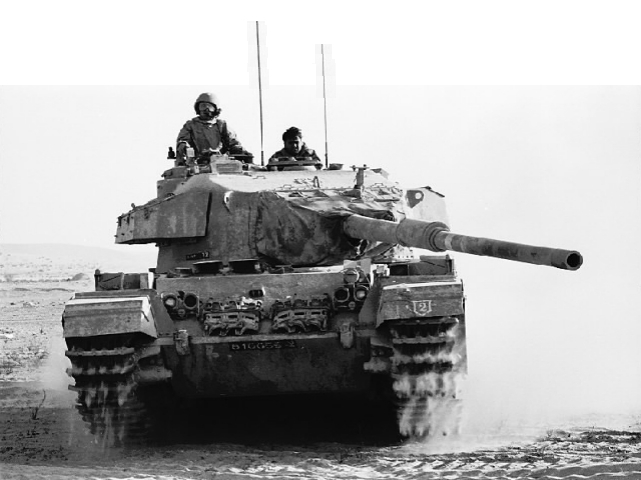
Un Centurión israelí operando en el Sinaí.

#### Estabilización temporal
Según Herzog, el 9 de octubre el frente se había estabilizado. Los egipcios no pudieron avanzar más, y los ataques acorazados egipcios el 9-10 de octubre fueron rechazados con grandes pérdidas. Sin embargo, esta afirmación fue disputada por Shazly, quien afirmó que los egipcios continuaron avanzando y mejorando sus posiciones también el 10 de octubre. Señaló un enfrentamiento, que involucró a los elementos de la 1.ª Brigada de Infantería, adscrita a la 19.ª División, que capturó Aaiún Mousa, al sur de Suez.
La 1.ª Brigada Mecanizada egipcia lanzó un ataque fallido hacia el sur, a lo largo del Golfo de Suez, en dirección a Ras Sudar. Al salir de la seguridad de la sombrilla SAM, la fuerza fue atacada por la aviación israelí y sufrió grandes pérdidas. Shazly citó esta experiencia como base para resistir la presión del ministro de Guerra, el general Ahmad Ismail Ali para atacar hacia el este, hacia Mitla y Gidi Passes.
Entre el 10 y 13 de octubre, ambas partes se abstuvieron de cualquier acción a gran escala, y la situación era relativamente estable. Ambos bandos lanzaron ataques menores, y los egipcios utilizaron helicópteros para enviar comandos detrás de las líneas israelíes. Algunos helicópteros egipcios fueron derribados, y esas fuerzas de comando que lograron aterrizar fueron rápidamente destruidas por Koah Patzi, un pelotón de doce hombres consistente en agentes de la unidad Sayeret Shaked. En un combate clave el 13 de octubre, Koah Patzi destruyó una incursión particularmente grande y mató a cerca de un centenar de comandos egipcios.

#### Ataque egipcio fallido
El general Shazly se opuso firmemente a cualquier avance hacia el este, que dejaría a los blindados sin cobertura aérea adecuada. Él fue desautorizado por el general Ismail y Sadat, cuyos objetivos eran apoderarse de los estratégicos pasos de Mitla y Gidi y el centro neurálgico de Israel en Refidim, esperando que aliviaría la presión sobre los sirios (que estaban a la defensiva) al obligar a Israel a mover sus divisiones del Golán hacia el Sinaí.

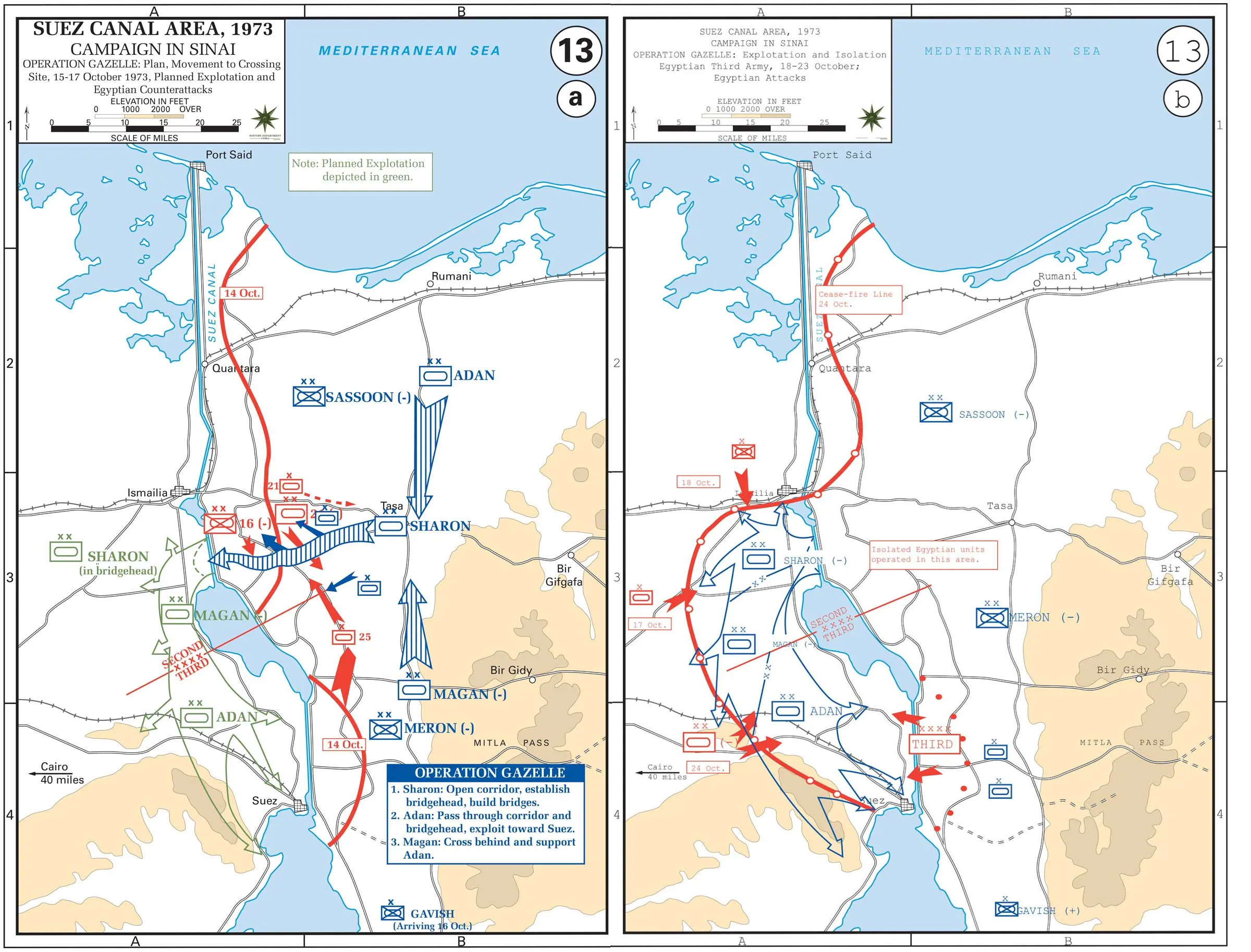
La guerra de 1973 en el Sinaí, 15–24 de octubre.

Los Segundo y Tercer ejércitos recibieron la orden de atacar hacia el este en seis embestidas simultáneas sobre un amplio frente, dejando atrás cinco divisiones de infantería para mantener las cabezas de puente. Las fuerzas atacantes, que consistían en 800-1000 carros de combate, no tendrían la cubierta SAM, por lo que la Fuerza Aérea de Egipto se encargó de la defensa de estas fuerzas de los ataques aéreos israelíes. Blindados y unidades mecanizadas comenzaron el ataque el 14 de octubre con el apoyo de la artillería. Se enfrentaban a 700-750 carros israelíes.
Previamente al ataque con tanques, los helicópteros egipcios dejaron a 100 comandos cerca de la ruta lateral para molestar a la retaguardia israelí. Una unidad de reconocimiento israelí rápidamente los derrotó, matando a 60 y tomando numerosos prisioneros. Todavía débiles por las grandes pérdidas de sus comandos que habían sufrido en el primer día de la guerra, los egipcios no pudieron o no quisieron aplicar nuevas operaciones de comando que habían sido planificadas en conjunto con el ataque armado. El empuje blindado egipcio sufrió grandes pérdidas. En lugar de concentrar las fuerzas de maniobra, excepto por el empuje del lecho del río, unidades egipcias lanzaron ataques frontales contra las defensas israelíes. El ataque egipcio fue decididamente rechazado. Al menos 250 tanques egipcios y unos 200 vehículos acorazados fueron destruidos. Las bajas egipcias excedieron el millar. Menos de 40 tanques israelíes se vieron afectados y todos menos seis de ellos fueron reparados por los equipos de mantenimiento israelíes y regresaron al servicio, mientras que las bajas egipcias se calcularon en 665.
Kenneth M. Pollack le atribuye una exitosa incursión de un comando israelí a inicios del 14 de octubre contra un sitio egipcio de intercepción de señales en Jebel Ataqah, interrumpiendo seriamente al comando y control egipcio y contribuyendo a su ruptura durante el conflicto.

#### Consideraciones del ataque planeado israelí
Con la situación en el frente sirio estabilizado, el alto mando israelí acordó que había llegado el momento para un contraataque israelí y un golpe cruzando el canal.
El general Sharón abogó por un cruce de inmediato en Deversoir en el borde norte del Gran Lago Amargo. El 9 de octubre, una fuerza de reconocimiento adjunta a la brigada del coronel Amnón Reshef detectó una brecha entre los ejércitos egipcios Segundo y Tercero en este sector. Según el general Gamasy, la brecha había sido detectada por un avión espía estadounidense SR-71. El jefe de Estado Mayor, Elazar, y el general Jaim Bar-Lev, que reemplazaba temporalmente a Gonen como Jefe del Comando Sur, acordaron que ese era el lugar ideal para el cruce. Sin embargo, dado el tamaño de las reservas de los blindados egipcios, los israelíes decidieron esperar a una oportunidad que les permitiera reducir las fuerzas acorazadas egipcias antes de iniciar cualquier cruce. La oportunidad llegó el 12 de octubre, cuando la inteligencia israelí detectó indicios de que los egipcios se estaban preparando para un importante empuje acorazado. Este fue precisamente el momento en que los israelíes estaban esperando. Finalmente pudieron utilizar sus ventajas en velocidad, maniobra y la artillería del tanque, ámbitos en los que sobresalieron. Una vez que las fuerzas acorazadas egipcias fueron reducidas lo suficiente, los israelíes iniciaron su propio cruce de canal.

#### Recuperación israelí: cruzando el canal

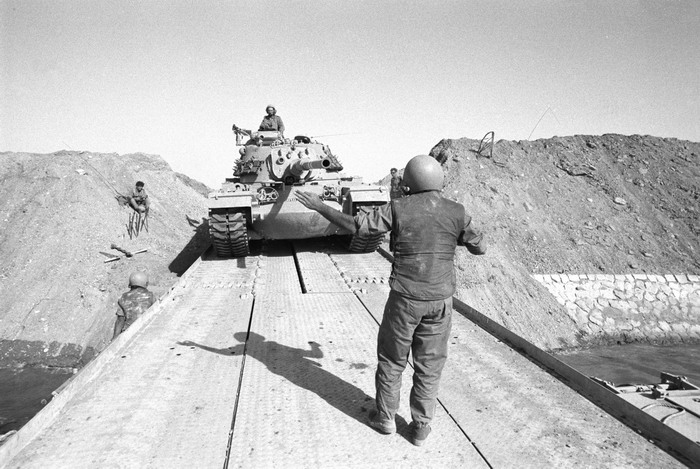
Carros israelíes cruzando el canal de Suez.

Los israelíes inmediatamente siguieron el ataque egipcio fallido del 14 de octubre con un contraataque multidivisional a través de la brecha entre los ejércitos egipcios Segundo y Tercero. La 143.ª División de Sharón, ahora reforzada con una brigada de paracaidistas al mando del coronel Danny Matt, tuvo la tarea de establecer cabezas de puente en las orillas levantina y ponentina del canal. Las 162.ª y 252.ª Divisiones acorazadas, comandadas por los generales Abraham Adan y Kalman Magen respectivamente, tendrían que cruzar luego a través de la brecha a la orilla occidental del canal y girar hacia el sur, rodeando el tercer ejército. La ofensiva se llamó en clave Operación Hombres Fuertes de Corazón o, alternativamente, la Operación Valiant.
En la noche del 15 de octubre, 750 de los paracaidistas del coronel Matt cruzaron el canal en lanchas neumáticas. Pronto se les unieron los tanques transportados en balsas motorizadas e infantería adicional. La fuerza no encontró resistencia inicialmente y se dispersó hacia fuera en grupos de asalto, atacando convoyes de suministros, sitios SAM, centros logísticos y cualquier cosa de valor militar, con prioridad en destruir los SAM. Los ataques a los sitios SAM perforaron un agujero en la pantalla antiaérea egipcia y permitieron a la Fuerza Aérea Israelí atacar con mayor agresividad objetivos terrestres egipcios.
En la noche del 15 de octubre, 20 tanques israelíes y 7 APC bajo el mando del coronel Jaim Erez cruzaron el canal y penetraron 12 kilómetros en tierra firme egipcia, tomando a los egipcios por sorpresa. Durante las primeras 24 horas, la fuerza de Erez atacó sitios SAM y columnas militares con impunidad. En la mañana del 17 de octubre, fue atacado por la 23.ª Brigada acorazada egipcia, pero logró repeler el ataque. Para entonces, los sirios ya no planteaban una amenaza creíble y los israelíes fueron capaces de cambiar su poder aéreo al sur en apoyo de la ofensiva. La combinación de un paraguas SAM egipcio debilitado y una mayor concentración de cazabombarderos israelíes hicieron que la FAI fuera capaz de aumentar en gran medida incursiones contra objetivos militares egipcios, incluidos los convoyes, blindados y aeródromos. Los puentes egipcios a través del canal resultaron dañados en ataques aéreos y de artillería israelíes.
Los aviones israelíes comenzaron a atacar sitios SAM y radares egipcios, lo que provocó que el general Ismail retirara gran parte de los equipos de defensa aérea egipcios. Esto a su vez dio a la FAI aún mayor libertad para operar en el espacio aéreo egipcio. Aviones israelíes también atacaron y destruyeron los cables de comunicación subterráneos en Banha en el delta del Nilo, lo que obligó a los egipcios transmitir mensajes selectivos de la radio, susceptibles de ser interceptados. Además de los cables en Banha, Israel se abstuvo de atacar la infraestructura económica y estratégica a raíz de una amenaza egipcia de tomar represalias contra ciudades israelíes con misiles Scud. Aviones israelíes bombardearon baterías Scud egipcias en Port Said varias veces. La Fuerza Aérea de Egipto intentó interceptar vuelos de combate de la FAI y atacar a las fuerzas terrestres israelíes, pero sufrió grandes pérdidas en combates aéreos y de las defensas aéreas israelíes, mientras que infligieron ligeras pérdidas de aeronaves a los israelíes. Las batallas aéreas más fuertes tuvieron lugar sobre el delta del Nilo, al norte, donde los israelíes intentaron repetidamente destruir las bases aéreas egipcias.

#### Asegurando la cabeza de puente
A pesar del éxito que los israelíes tenían en la orilla occidental, los generales Bar-Lev y Elazar ordenaron a Sharón concentrarse en asegurar la cabeza de puente en la orilla oriental. Le ordenaron que despejara las carreteras que conducían al canal así como una posición conocida como la Granja China, al norte y cerca de Deversoir, el paso israelí. Sharón objetó y pidió permiso para expandir y atravesar la cabeza de puente en la orilla oeste, argumentando que tal maniobra causaría el colapso de las fuerzas egipcias en la orilla este. Pero el alto mando israelí insistió, creyendo que hasta que la margen levantina estuviera segura, las fuerzas en la margen ponentina podrían ser cortadas. Sharón fue desautorizado por sus superiores y tuvo que ceder.
El 16 de octubre, envió a la Brigada de Amnon Reshef para atacar la Granja China. Otras fuerzas de las FDI atacaron a las fuerzas egipcias atrincheradas que dominaban las carreteras del canal. Después de tres días de luchas amargas y cercanas, los israelíes lograron desalojar a las fuerzas egipcias numéricamente superiores. Los israelíes sufrieron cerca de 300 muertos, 1000 heridos y perdieron 56 tanques. Los egipcios sufrieron más bajas, incluyendo 118 tanques destruidos y 15 capturados.

#### Respuesta egipcia al cruce israelí

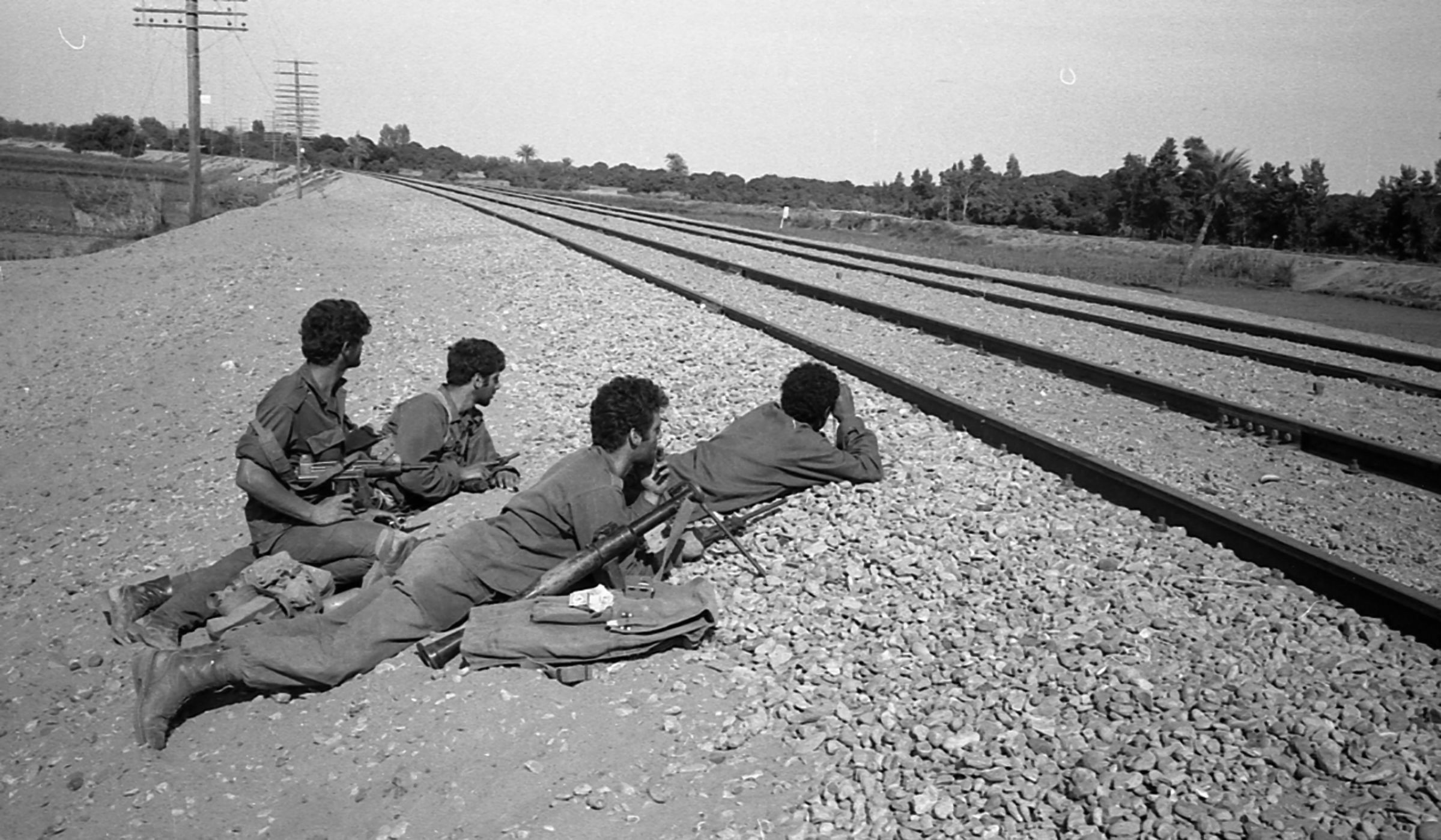
Soldados israelíes durante la batalla de Ismailía. Uno de ellos capturó un RPG-7 egipcio.

Mientras tanto, los egipcios no lograron captar el alcance y la magnitud del cruce israelí, ni apreciaron su intención y propósito. Esto se debió en parte a los intentos de los comandantes de campo egipcios de ofuscar los informes sobre el cruce israelí y en parte debido a una falsa suposición de que el cruce del canal era meramente una distracción para una ofensiva mayor de las FDI dirigida al flanco derecho del Segundo Ejército.
En consecuencia, el 16 de octubre, el general Shazly ordenó a la 21.ª División Blindada atacar hacia el sur y a la 25.ª Brigada Blindada Independiente, equipada con T-62, para atacar hacia el norte en una movimiento de pinza para eliminar la percibida amenaza al Segundo Ejército.
Los egipcios fallaron en reconocer la zona y no sabían que, a estas alturas, la 162.ª División Blindada de Adan estaba en las inmediaciones. Además, la 21.ª y la 25.ª no coordinaron sus ataques, permitiendo que la División del General Adan hiciera frente a cada fuerza individualmente. Adan concentró su ataque contra la 21.ª División Blindada, destruyendo 50-60 carros de combate egipcios y obligando al resto a retirarse. Luego se dirigió hacia el sur y emboscó a la 25.ª Brigada Blindada Independiente, destruyendo 86 de sus 96 carros y todas sus APCs, a cambio de la pérdida de solo tres carros.

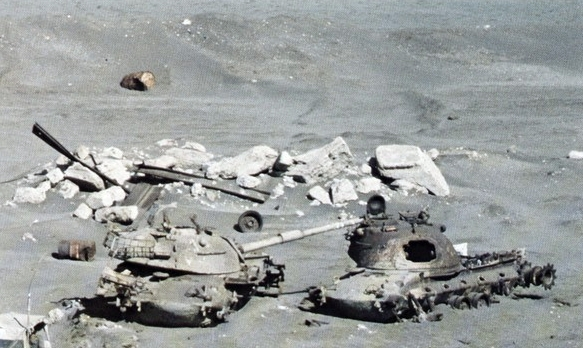
Unos tanques M48 Patton israelíes destruidos en los bancos del canal de Suez.

La artillería egipcia bombardeó el puente israelí sobre el canal en la mañana del 17 de octubre, asestando varios golpes. La Fuerza Aérea egipcia lanzó repetidos bombardeos, algunas con hasta veinte aviones, para remover el puente y las balsas, dañando el puente. Los egipcios tuvieron que cerrar sus sitios SAM durante estas redadas, permitiendo a los combatientes israelíes interceptar a los egipcios. Los egipcios perdieron 16 aviones y 7 helicópteros, mientras que los israelíes perdieron 6 aviones.
El puente fue dañado, y el Cuartel General de los Paracaidistas israelí, que estaba cerca del puente, también fue golpeado, hiriendo al comandante y a su ayudante. Durante la noche, el puente fue reparado, pero solo un puñado de fuerzas israelíes cruzó. Según Jaim Herzog, los egipcios continuaron atacando la cabeza de puente hasta el alto el fuego, usando la artillería y los morteros para encender decenas de millares de obuses en el área del cruce. Los aviones egipcios intentaron bombardear el puente todos los días, y los helicópteros lanzaron misiones suicidas, haciendo intentos de lanzar barriles de napalm en el puente y la cabeza de puente. Los puentes fueron dañados varias veces, y tuvieron que ser reparados por la noche. Los ataques causaron fuertes bajas, y muchos tanques fueron hundidos cuando sus balsas fueron golpeadas. Los comandos egipcios y los buzos militares, con apoyo armado, lanzaron un ataque terrestre contra la cabeza de puente, que fue rechazado con la pérdida de 10 tanques. Dos posteriores contraataques egipcios también fueron derrotados.
Después del fracaso de los contraataques del 17 de octubre, el personal egipcio poco a poco comenzó a darse cuenta de la magnitud de la ofensiva israelí. A principios del 18 de octubre, los soviéticos mostraron imágenes satelitales a Sadat de las fuerzas israelíes que operaban en la orilla oeste. Alarmado, Sadat envió a Shazly al frente para evaluar la situación de primera mano. Ya no confiaba en sus comandantes de campo para proporcionar informes precisos. Shazly confirmó que los israelíes tenían por lo menos una división en la orilla oeste y estaban ensanchando su cabeza de puente. Abogó por retirar la mayor parte de los blindados egipcios de la orilla levantina para hacer frente a la creciente amenaza israelí en la orilla ponentina. Sadat rechazó categóricamente esta recomendación e incluso amenazó a Shazly con una corte marcial. Ahmad Ismail Ali recomendó que Sadat presionara por un alto el fuego para evitar que los israelíes exploten sus éxitos.

#### Fuerzas israelíes cruzando el canal de Suez
Las fuerzas israelíes ahora estaban cruzando a través del canal en dos puentes, incluyendo uno de diseño propio, y balsas motorizadas. Los ingenieros israelíes, bajo el general de brigada Dan Even, habían trabajado bajo intenso fuego egipcio para establecer los puentes,  más de 100 resultaron muertos y cientos más heridos. El cruce fue difícil debido al fuego de artillería egipcia, aunque a las 4:00 AM, dos de las brigadas de Adan estaban en la orilla oeste del canal. En la mañana del 18 de octubre, las fuerzas de Sharón en la orilla oeste lanzaron una ofensiva hacia Ismailía, empujando lentamente a la brigada egipcia de paracaidistas que ocupaba la muralla de arena hacia el norte para ampliar la cabeza de puente. Algunas de sus unidades intentaron desplazarse hacia el oeste, pero fueron detenidas en el cruce de carreteras de Nefalia. La división de Adan avanzó hacia el sur, en dirección a la ciudad de Suez, mientras que la división de Magen atacó hacia el oeste, en dirección a El Cairo, y hacia el sur, en dirección a Adabiya. El 19 de octubre, una de las brigadas de Sharón continuó atacando a los paracaidistas egipcios hacia el norte, en dirección a Ismailía, hasta que los israelíes estuvieron a 8 o 10 km de la ciudad. Sharón esperaba apoderarse de la ciudad y cortar así las líneas logísticas y de suministro para la mayor parte del Segundo Ejército egipcio. La segunda brigada de Sharón comenzó a cruzar el canal. Los elementos avanzados de la brigada se trasladaron al campamento de Abu Sultán, desde donde se trasladaron al norte para tomar Orcha, una base logística egipcia defendida por un batallón de comandos. Los soldados de infantería israelíes despejaron las trincheras y los búnkeres, a menudo participando en combate cuerpo a cuerpo, mientras los tanques se movían a su lado y disparaban contra las secciones de la trinchera a su frente. La posición estuvo asegurada antes del anochecer. Más de 300 egipcios murieron y 50 fueron hechos prisioneros, mientras que los israelíes sufrieron 18 muertos. La caída de Orcha causó el colapso de la línea defensiva egipcia, permitiendo a más tropas israelíes conseguir llegar a terraplén de arena. Allí, fueron capaces de apoyar a las tropas israelíes que se enfrentaban a la cresta de Misuri, una posición ocupada por los egipcios en la línea Bar-Lev que podría representar una amenaza para el cruce israelí. Ese mismo día, los paracaidistas israelíes que participaron en la campaña de Sharón empujaron a los egipcios lo suficientemente lejos para que los puentes israelíes estuvieran fuera de la vista de los observadores de la artillería egipcia, aunque los egipcios continuaron bombardeando la zona.
Mientras los israelíes atacaban en dirección hacia Ismailía, los egipcios lucharon una batalla dilatoria, cayendo en posiciones defensivas más al norte, cuando se vieron sometidos a una creciente presión de la ofensiva terrestre israelí, junto con ataques aéreos. El 21 de octubre, una de las brigadas de Sharón estaba ocupando las afueras de la ciudad, pero se enfrentó a la feroz resistencia de los paracaidistas y comandos egipcios. Ese mismo día, la última unidad restante de Sharón en la orilla este atacó la cresta de Misuri. Shmuel Gonen había exigido a Sharón capturar la posición, y Sharón había ordenado el ataque a regañadientes. El ataque fue precedido por un ataque aéreo que causó la huida de cientos de soldados egipcios y miles de otros se atrincheraron. Un batallón atacó desde el sur, destruyendo 20 tanques y superando las posiciones de infantería antes de ser detenido por cohetes Sagger y campos de minas. Otro batallón atacó desde el suroeste, y fue detenido por la infantería fortificada. Los israelíes lograron ocupar un tercio de la cresta de Misuri. El ministro de Defensa Moshé Dayán derogó las órdenes de los superiores de Sharón para continuar el ataque. Sin embargo, los israelíes siguieron avanzando en la orilla oeste. Según los israelíes, la cabeza de puente de las FDI tenía 40 km (25 mi) de ancho y 32 km (20 mi) de profundidad a finales del 21 de octubre.
El 22 de octubre, los defensores egipcios de Ismailía ocupaban su última línea de defensa, pero lograron repeler un intento israelí de ir detrás de Ismailía y rodear la ciudad, y atacaron a algunas de las tropas de Sharón hacia el canal Sweetwater. El avance israelí sobre Ismailía fue detenido a 10 km al sur de la ciudad. Ambas partes habían sufrido grandes pérdidas.
En el frente norte, los israelíes también atacaron Port Said, enfrentando tropas egipcias y una unidad tunecina de 900 hombres, que lucharon en una batalla defensiva. El gobierno egipcio afirmó que la ciudad fue bombardeada repetidamente por aviones israelíes y que cientos de civiles resultaron muertos o heridos.
Adan y Magen se movieron hacia el sur, derrotando decisivamente a los egipcios en una serie de enfrentamientos, aunque a menudo se encontraron con una determinada resistencia egipcia, y ambos lados sufrieron fuertes bajas. Adan avanzó hacia el área del canal Sweetwater, planeando saltar al desierto circundante y golpear en las colinas de Geneifa, donde muchos sitios de SAM fueron localizados. Las tres brigadas blindadas de Adan se distribuyeron: con una que avanzaba por las colinas de Geneifa, otra a lo largo de una carretera paralela al sur de ellas y la tercera avanzaba hacia Mina. Las brigadas de Adan se encontraron con la resistencia de las fuerzas egipcias atrincheradas en el cinturón verde de la zona del canal Sweetwater. Las otras brigadas de Adan también estaban retenidas por una línea de campamentos e instalaciones militares egipcias. Adan también fue acosado por la Fuerza Aérea egipcia. Los israelíes avanzaron lentamente, pasando por alto las posiciones egipcias siempre que fuera posible. Después de que se le negó el apoyo aéreo debido a la presencia de dos baterías SAM que habían sido adelantadas, Adan envió dos brigadas para atacarlas. Las brigadas pasaron por delante de la infantería egipcia atrincherada, saliendo del cinturón verde durante más de ocho kilómetros, y luchando contra varios contraataques egipcios. A una distancia de cuatro kilómetros, bombardearon y destruyeron los SAM, permitiendo que la IAF proporcionara a Adan un apoyo aéreo cercano. Las tropas de Adan avanzaron a través del cinturón verde y se dirigieron hacia las colinas de Geneifa, enfrentándose a dispersas tropas egipcias, kuwaitíes y palestinas. Los israelíes se enfrentaron con una unidad blindada egipcia en Mitzeneft, además de destruir múltiples sitios SAM. Adan también capturó el aeropuerto de Fayid, que posteriormente fue preparado por la tripulación israelí para servir como base de suministro y evacuación de los soldados heridos.
16 kilómetros al oeste del Lago Amargo, la brigada del coronel Natke Nir rebasó a una brigada de artillería egipcia que había participado en el bombardeo de la cabeza de puente israelí. Decenas de artilleros egipcios resultaron muertos y muchos más, prisioneros. También murieron dos soldados israelíes, incluido el hijo del general Moshe Gidron, Ilan Gidron. Mientras tanto, la división de Magen se trasladó hacia el oeste y luego hacia el sur, cubriendo el flanco de Adan y finalmente moviéndose al sur de la ciudad de Suez hasta el golfo de Suez. El avance israelí en dirección al sur llegó a Port Suez, en el límite sur del canal de Suez.

#### Alto el fuego y otras batallas

Cuando el alto el fuego entró en efecto, Israel había perdido territorio en el lado del este del canal de Suez ante Egipto, pero había ganado territorio al oeste y en los Altos del Golán.

El Consejo de Seguridad de las Naciones Unidas aprobó (14-0) la Resolución 338 pidiendo un alto el fuego, negociado en gran parte entre los Estados Unidos y la Unión Soviética, el 22 de octubre. Exhortó a los beligerantes a cesar inmediatamente toda actividad militar. El cese al fuego debía entrar en vigor 12 horas más tarde a las 6:52 p. m., hora de Israel. Debido a que esto era después del anochecer, era imposible para la vigilancia por satélite determinar dónde estaban las líneas de frente cuando, se supone, la lucha se detuvo. El Secretario de Estado estadounidense, Henry Kissinger, indicó a la primera ministra Meir que no se opondría a la acción ofensiva durante la noche anterior a la entrada en vigor del cese al fuego.
Varios minutos antes de que el cese al fuego entrara en vigor, tres misiles Scud fueron disparados contra objetivos israelíes por fuerzas egipcias o por personal soviético en Egipto. Este fue el primer uso de combate de misiles Scud. Un Scud iba dirigido al puerto de Arish y dos a la cabeza de puente israelí en el canal de Suez. Uno de ellos golpeó un convoy de suministro israelí y mató a siete soldados. Cuando llegó el momento del alto el fuego, la división de Sharón no había logrado capturar Ismailía y cortar las líneas de suministros del Segundo Ejército, pero las fuerzas israelíes estaban a sólo unos cientos de metros de su meta sur: la última carretera que unía a El Cairo con Suez.
La unidad de Adan, en el sur, había dejado a las unidades israelíes y egipcias dispersas por el campo de batalla, sin líneas claras entre ellas. A medida que las unidades egipcias e israelíes trataban de reagruparse, se dieron constantes tiroteos. Durante la noche, Elazar informó que los egipcios estaban atacando, en un intento de recuperar terreno en varios lugares, y que nueve tanques israelíes habían sido destruidos. Pidió permiso a Dayán para responder a los ataques y Dayán estuvo de acuerdo. Israel reanudó su avance hacia el sur.
No está claro qué lado disparó primero, pero los comandantes israelíes usaron las escaramuzas como justificación para reanudar los ataques. Cuando Sadat protestó por presuntas violaciones israelíes de la tregua, Israel arguyó que las tropas egipcias habían disparado primero. William B. Quandt señaló que, independientemente de quién disparó el primer tiro después del cese al fuego, fue el Ejército israelí el que avanzó más allá de las líneas de alto el fuego del 22 de octubre.
Adan reanudó su ataque el 23 de octubre. Las tropas israelíes terminaron su avance hacia el sur, capturando la última carretera auxiliar al sur del puerto de Suez y rodearon al Tercer Ejército egipcio al este del Canal de Suez. Los israelíes transportaron entonces enormes cantidades de equipo militar a través del canal, lo que según Egipto era una violación del cese al fuego. Los aviones egipcios lanzaron ataques repetidos en apoyo del Tercer Ejército, a veces en grupos de hasta 30 aviones, pero sufriendo graves pérdidas.
Los blindados y los paracaidistas israelíes también entraron en Suez en un intento de capturar la ciudad, pero soldados egipcios se les enfrentaron y alzaron apresuradamente a las milicias locales. Fueron rodeados, pero por la noche las fuerzas israelíes lograron abrirse paso. Los israelíes sufrieron la pérdida de 80 muertos y 120 heridos, con un número desconocido de bajas egipcias, sin ganancia táctica.
A la mañana siguiente, 23 de octubre, ocurrió una ráfaga de actividad diplomática. Los vuelos de reconocimiento soviéticos habían confirmado que las fuerzas israelíes se estaban moviendo hacia el sur, y los soviéticos acusaron a los israelíes de traición. Kissinger llamó a Meir en un esfuerzo por persuadirla de retirarse unos cientos de metros y ella indicó que la posición táctica de Israel en el terreno había mejorado.

#### Tercer Ejército atrapado
Kissinger se enteró del cerco del Tercer Ejército poco después. Kissinger consideró que la situación presentaba a Estados Unidos una tremenda oportunidad y que Egipto dependía del país norteamericano para impedir que Israel destruyera a su ejército atrapado. Posteriormente, la posición podría ser utilizada para permitir a los Estados Unidos mediar en la disputa y separar a Egipto de la influencia soviética. Como resultado, Estados Unidos ejerció una tremenda presión sobre los israelíes para que se abstuvieran de destruir al ejército atrapado, incluso amenazando con apoyar una resolución de la ONU exigiendo que los israelíes se retiraran a sus posiciones del 22 de octubre si no permitían que suministros no militares alcanzar ese ejército. En una llamada telefónica con el embajador israelí Simja Dinitz, Kissinger dijo al embajador que la destrucción del tercer ejército egipcio «es una opción que no existe».
A pesar de estar rodeado, el Tercer Ejército logró mantener su capacidad de combate al este del canal y mantener sus posiciones defensivas, para sorpresa de muchos. Según Trevor N. Dupuy, los israelíes, los soviéticos y los estadounidenses habían sobrestimado la vulnerabilidad del Tercer Ejército en ese momento. No estaba al borde del colapso y escribió que si bien una nueva ofensiva israelí probablemente lo superaría, esto no era una certeza y, según David Elazar, jefe del personal del cuartel general israelí el 3 de diciembre de 1973: «En cuanto al Tercer Ejército, a pesar de que los rodeamos, se resistieron y avanzaron para ocupar de hecho un área más amplia de tierra al este, por lo que no podemos decir que los hemos derrotado o superado».
David T. Buckwalter está de acuerdo en que, a pesar del aislamiento del Tercer Ejército, no estaba claro si los israelíes podrían haber protegido sus fuerzas en el margen occidental del canal de un ataque egipcio determinado y aun así mantener suficiente fuerza a lo largo del resto del frente. Esta evaluación fue cuestionada por Patrick Seale, quien afirmó que el Tercer Ejército estaba «al borde del colapso». La posición de Seale fue apoyada por P. R. Kumaraswamy, quien escribió que la intensa presión estadounidense impidió a los israelíes aniquilar al aislado Tercer Ejército.
Herzog señaló que, dada la desesperada situación del Tercer Ejército, en términos de ser cortado del reabastecimiento y la reafirmación de la superioridad aérea israelí, la destrucción del Tercer Ejército era inevitable y podría haberse logrado en un período muy breve. Shazly describió la situación del Tercer Ejército como «desesperada» y describió su cerco como una «catástrofe demasiado grande para ocultar». También señaló que «el destino del Tercer Ejército egipcio estaba en manos de Israel. Una vez que el Tercer Ejército fue rodeado por las tropas israelíes, cada pedazo de pan enviado a nuestros hombres fue pagado por el cumplimiento de las demandas israelíes».
Poco antes de que entrara en vigor el alto el fuego, un batallón de tanques israelíes avanzó a Adabiya y la capturó con el apoyo de la Marina israelí. Unos 1500 prisioneros egipcios fueron capturados, y cerca de cien soldados egipcios se reunieron justo al sur de Adabiya, donde se enfrentaron a los israelíes. Los israelíes también llevaron a cabo su tercera y última incursión en Suez. Hicieron algunas ganancias, pero no pudieron entrar en el centro de la ciudad. Como resultado, la ciudad fue dividida en la calle principal, con los egipcios sosteniendo el centro de la ciudad y los israelíes controlando las afueras, las instalaciones portuarias y la refinería de petróleo, rodeando efectivamente a los defensores egipcios.

#### Batallas posguerra
En la mañana del 26 de octubre, el Tercer Ejército egipcio violó el cese al fuego intentando romper el cerco de las fuerzas israelíes. El ataque fue rechazado por las fuerzas israelíes aéreas y terrestres. Los egipcios también lograron avances menores en los ataques contra las fuerzas de Sharón en el área de Ismailía. Los israelíes reaccionaron bombardeando objetivos prioritarios en Egipto, incluyendo puestos de mando y reservas de agua. El frente estaba más tranquilo en el sector del Segundo Ejército en la zona norte del canal, donde ambos bandos generalmente respetaron el alto el fuego.
Aunque la lucha más intensa terminó el 28 de octubre, los enfrentamientos no se detuvieron hasta el 18 de enero de 1974. El ministro israelí de Defensa Moshé Dayán declaró que «el alto el fuego existió en el papel, pero el disparar continuo a lo largo del frente no era la única característica de la situación entre el 24 de octubre de 1973 y el 18 de enero de 1974. Este período intermedio también mantuvo la posibilidad siempre presente de un reinicio de la guerra a gran escala. Hubo tres variaciones sobre cómo podría estallar: dos egipcias y una israelí. Un plan egipcio era atacar unidades israelíes al oeste del canal, desde la dirección de El Cairo. El otro era cortar la cabeza de puente del canal israelí mediante la unión de los ejércitos egipcios Segundo y Tercero en la orilla este. Ambos planes estaban basados en un masivo golpe de artillería sobre las fuerzas israelíes, que no estaban bien fortificadas y sufrirían grandes bajas. Por lo tanto, se pensó que Israel se retiraría de la orilla oeste, ya que era muy sensible sobre el tema de la vida del soldado. Egipto, en ese momento tenía un total de 1700 tanques de primera línea a ambos lados del frente del canal, 700 en el margen oriental y 1000 en el occidental. También en la orilla oeste, en la segunda línea, había otros 600 tanques para la defensa de El Cairo. Tenía unas 2000 piezas de artillería, unos 500 aviones operativos y al menos 130 baterías de misiles SAM colocadas alrededor de nuestras fuerzas para negarnos el apoyo aéreo».
Las FDI reconocieron la pérdida de 14 soldados durante este período de posguerra. Las pérdidas egipcias fueron mayores, especialmente en el sector controlado por el general Ariel Sharón, quien ordenó a sus tropas responder con poder de fuego masivo a cualquier provocación egipcia. Algunas batallas aéreas ocurrieron, y los israelíes también derribaron varios helicópteros que intentaban reabastecer al Tercer Ejército.

#### Situación final en el frente egipcio
Al final de la guerra, los israelíes habían avanzado a unos 101 kilómetros de la capital egipcia, El Cairo, y ocupaban 1600 kilómetros cuadrados al oeste del canal de Suez. También habían cortado la carretera El Cairo-Suez y cercado la mayor parte del Tercer Ejército egipcio. Los israelíes también habían tomado muchos prisioneros después de que soldados egipcios, incluyendo muchos oficiales, comenzaran a rendirse en masa hacia el final de la guerra. Los egipcios ocuparon una franja estrecha en la orilla este del canal, ocupando unos 1200 kilómetros cuadrados del Sinaí. Una fuente estimó que los egipcios tenían 70000 hombres, 720 carros de combate y 994 piezas de artillería en la orilla este del canal. Sin embargo, entre 30000 y 45000 de ellos estaban rodeados por los israelíes.
A pesar de los éxitos tácticos de Israel al oeste del canal, el ejército egipcio fue reformado y organizado. Por consiguiente, según Gamasy, la posición militar israelí se volvió «débil» por diferentes razones: «Uno, Israel tenía ahora una gran fuerza (unas seis o siete brigadas) en un área muy limitada de terreno, rodeada de todos lados por medios naturales o barreras hechas por el hombre o por las fuerzas egipcias. Esto lo puso en una posición débil. Por otra parte, hubo dificultades para suministrar esta fuerza, en evacuarla, en las largas líneas de comunicación y en el desgaste diario de hombres y equipos. Dos, para proteger a estas tropas, el comando israelí tuvo que asignar otras fuerzas (cuatro o cinco brigadas) para defender las entradas a la brecha en el Deversoir. Tres, para inmovilizar las cabezas de puente egipcias en el Sinaí, el mando israelí tuvo que asignar diez brigadas para afrontar a las cabezas de puente de los ejércitos Segundo y Tercero. Además, se hizo necesario mantener las reservas estratégicas en su máximo estado de alerta. Por lo tanto, Israel estaba obligado a mantener su fuerza armada (y, por consiguiente, al país) movilizada durante un largo período, al menos hasta que la guerra llegara a su fin, porque el alto el fuego no señaló el final de la guerra. No hay duda de que ello está en total conflicto con sus teorías militares». Por esas razones, y de acuerdo con Dayan, «Por eso se pensó que Israel se retiraría de la orilla occidental, ya que era muy sensible sobre el tema de la vida de soldado». Las fuerzas egipcias no presionaron hacia el oeste y mantuvieron sus posiciones al este del canal, controlando ambas orillas del canal de Suez. Ninguna de las principales ciudades del canal estaba ocupada por Israel; sin embargo, la ciudad de Suez estaba rodeada.
Egipto deseaba poner fin a la guerra cuando se dieron cuenta de que la ofensiva del cruce del canal de las FDI podría resultar en una catástrofe. El sitiado Tercer Ejército egipcio no podía aguantar sin suministros. El ejército israelí avanzó a 100 km de El Cairo, lo que preocupó a Egipto. El ejército israelí tenía terreno abierto y ninguna oposición seguir avanzando hacia El Cairo; si lo hubieran hecho, el gobierno de Sadat podría haber terminado.

### En los Altos del Golán

#### Ataque sirio

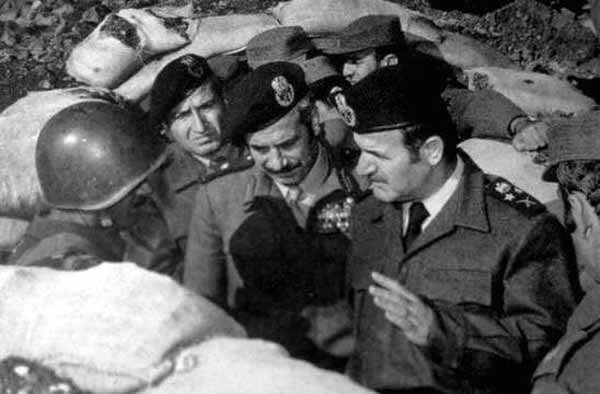
El presidente sirio Hafez al-Assad (derecha) con soldados, 1973.

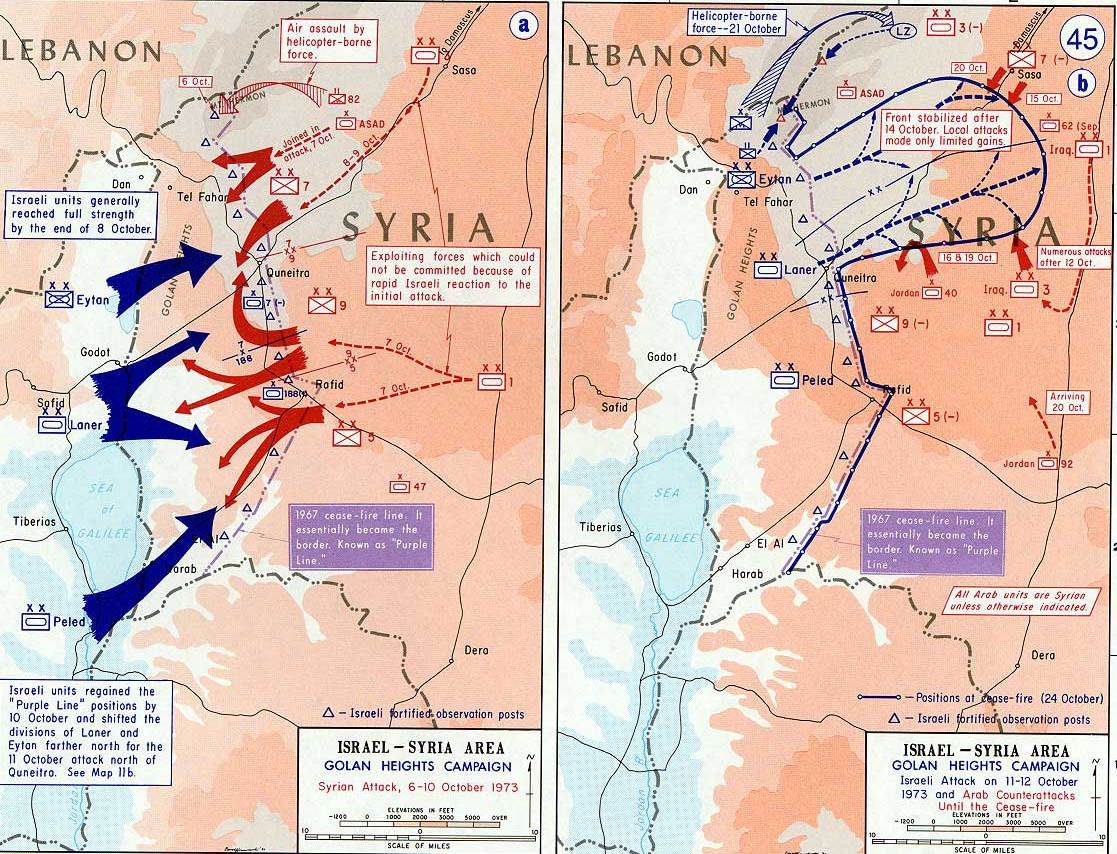
Un mapa de la lucha en los Altos del Golán.

En los Altos del Golán, los sirios atacaron dos brigadas israelíes y once baterías de artillería con cinco divisiones (la 7.ª, la 9.ª y la 5.ª, con la 1.ª y la 3.ª como reserva) y 188 baterías. Ellos comenzaron su ataque con un ataque aéreo en alrededor de 100 aviones y una descarga de artillería de 50 minutos. Las brigadas frontales de las tres divisiones luego penetraron las líneas de alto el fuego y sobrepasaron puestos de observación de las Naciones Unidas, seguidas por la fuerza de asalto principal, que estaba cubierta por las baterías antiaéreas móviles, las máquinas excavadoras que penetraron las zanjas contracarro, los lanzapuentes para superar obstáculos y los vehículos de desminado. Los vehículos de ingeniería fueron objetivos prioritarios para los artilleros israelíes y se llevaron fuertes pérdidas, pero los soldados de infantería sirios, desafiando el fuego intenso, avanzaron y utilizaron sus herramientas para construir y afianzar los terraplenes de tierra para los carros, lo que les permitió superar las zanjas antitanque.
En el inicio de la batalla, las brigadas israelíes de unos 3000 soldados, 180 carros de combate y 60 piezas de artillería se enfrentaron contra tres divisiones de infantería con grandes componentes acorazados que comprendían 28 000 soldados sirios, 800 carros y 600 piezas de artillería. Además, los sirios desplegaron dos divisiones acorazadas desde el segundo día en adelante. Cada tanque israelí desplegado en los Altos del Golán estaba comprometido durante los ataques iniciales. Los comandos sirios que cayeron desde helicópteros también tomaron el más importante bastión israelí en el Monte Hermón, que tenía una variedad de equipos de vigilancia. Una fuerza israelí que intentó un contraataque fue detenida por una emboscada siria.
El frente de los Altos del Golán fue prioritario para el alto mando israelí debido a su proximidad a centros de población israelíes. Si los sirios hubieran recuperado la zona, hubieran constituido una grave amenaza para las principales ciudades israelíes, como Tiberíades, Safed, Haifa y Netanya.
Los reservistas se dirigieron al Golán con la mayor brevedad posible. Se les asignó a los tanques y fueron enviados al frente tan pronto llegaban a los centros del ejército, sin esperar a que los equipos fueran entrenados, que las ametralladoras fueran instaladas en los tanques, o tomarse el tiempo para calibrar las armas del tanque (un proceso que consume tiempo conocido como alineamiento del visor con el ánima). Los sirios habían calculado que las reservas israelíes demorarían por lo menos 24 horas para llegar a la línea de batalla; pero en realidad, las unidades de reserva comenzaron a llegar al frente a tan solo 15 horas después de que comenzara la guerra. Las fuerzas de reserva israelíes que se acercaron a los Altos del Golán fueron sometidas a fuego de artillería siria dirigida desde el monte Hermón.

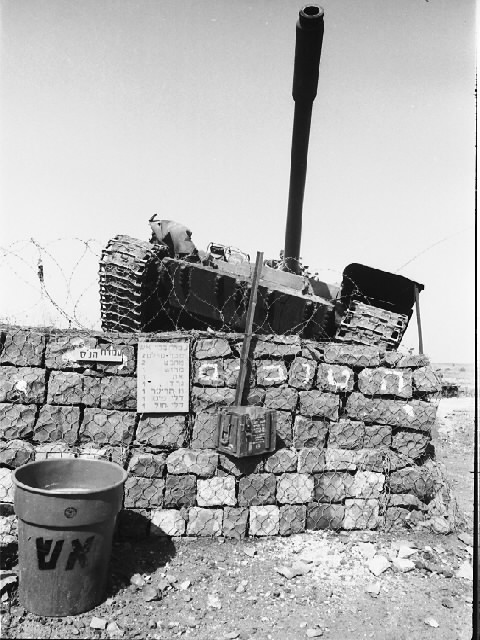
Un tanque sirio T-55 abandonado en los Altos del Golán.

Como los egipcios hicieron en el Sinaí, los sirios se encargaron de permanecer al amparo de sus baterías SAM. También como en el Sinaí, los sirios hicieron uso de armas contracarro soviéticas, aunque no eran tan eficaces como en el Sinaí, debido a los desniveles del terreno.
La Fuerza Aérea de Israel perdió inicialmente 40 aviones por las baterías antiaéreas sirias, pero los pilotos israelíes pronto adoptaron una táctica diferente; volando bajo sobre Jordania y ascendiendo sobre el interior de los altos del Golán, sorprendiendo a los sirios por el flanco y evitando muchas de sus baterías. La aviación israelí dejó caer tanto bombas convencionales como napalm, devastando las columnas acorazadas sirias. Sin embargo, la Fuerza Aérea siria golpeó repetidamente posiciones israelíes durante este período.
En el segundo día de la guerra, la Fuerza Aérea Israelí trató de eliminar a las baterías antiaéreas sirias. Con nombre en código Doogman 5, el intento fue un fracaso costoso. Los israelíes destruyeron una batería de misiles siria y perdieron seis aviones.

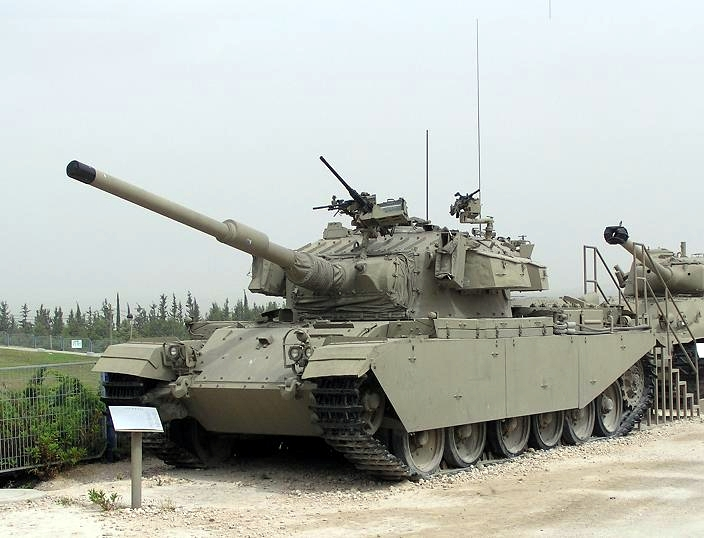
Un carro Centurión israelí. Fue considerado en muchos aspectos superior al T-54/55 soviético.

Las fuerzas sirias sufrieron grandes pérdidas mientras carros de combate e infantería israelíes lucharon desesperadamente para ganar tiempo para que las fuerzas de reserva llegaran la línea del frente, y llevaron a cabo el bloqueo provisional acciones siempre que los sirios estaban a punto de romper el frente. Habiendo practicado en numerosas veces en los Altos del Golán, los artilleros israelíes hicieron uso efectivo de la artillería móvil. Sin embargo, los sirios presionaron el ataque, a pesar de sus pérdidas, y los defensores ampliamente superados en número perdieron una serie de tanques. Al cabo de seis horas del asalto inicial, la primera línea de defensa israelí fue invadida y cubierta por tropas sirias, pero los israelíes continuaron resistiendo.
Una brigada de tanques sirios pasando por la Brecha de Rafid volvió al noroeste hasta una ruta de poco uso conocida como la Carretera Tapline, que corta diagonalmente el Golán. Esta carretera resultaría una de las principales articulaciones estratégicas de la batalla. Conducía directamente a los principales puntos de avance sirio a Nafah, que era no solamente la ubicación de los cuarteles generales israelíes, sino el cruce más importante en los Altos.
Durante la noche, las fuerzas israelíes lograron exitosamente hacer retroceder a las fuerzas sirias, numéricamente superiores. Los sirios estaban equipados con gafas de visión nocturna, y golpearon con precisión. Los israelíes tenían que permitir que los sirios avanzaran por intervalos lo suficientemente cerca para el combate nocturno, y luego abrían fuego. Cada vez que los tanques sirios penetraban las líneas israelíes, los artilleros israelíes giraban inmediatamente sus torretas y los destruían antes de volver su atención a las fuerzas que se aproximaban. El comandante de tanques israelí Avigdor Kahalani alineó sus tanques e inició una lluvia de disparos hacia el valle más allá de su posición, lo que llevó a los sirios a creer que se enfrentaban a un amplio ataque de tanques israelíes. Durante la noche, los sirios recuperaron algunos de los oteros que Israel había ocupado desde la guerra de los Seis Días, pero pronto fueron obligados a retroceder por un contraataque israelí.
El capitán Zvika Greengold, que acababa de llegar sin estar asignado a ninguna unidad, luchó en batallas contra los blindados sirios durante 20 horas, en unas ocasiones con su tanque en solitario y en otras como parte de una unidad mayor, cambiando de tanques media docena de veces, ya que fueron destruidos. Greengold sufrió lesiones por quemaduras, pero permaneció en la batalla y en repetidas ocasiones se presentó en momentos críticos desde una dirección inesperada para cambiar el curso de un enfrentamiento. Por sus acciones, recibió la más alta condecoración de Israel, la Medalla al Valor.
Durante más de cuatro días de combates, la 7.ª Brigada Blindada israelí en el norte (comandada por Avigdor Ben-Gal) logró mantener la línea de la colina rocosa defendiendo el flanco norte de su sede en Nafah, causando grandes pérdidas a los sirios. El General de Brigada sirio Omar Abrash murió a los tres días de combate cuando su tanque de mando fue golpeado cuando se preparaba para un ataque. Sin embargo, los sirios continuaron presionando su ataque, y la brigada comenzó a debilitarse, ya que sufrió varias pérdidas.
Por la tarde del 9 de octubre, sólo seis unidades de la brigada de carros de combate se mantuvieron en acción, defendiendo un camino despejado hacia el norte de Israel. Después de que los carros de la brigada dispararan sus últimas rondas, comenzaron a retirarse. Sin embargo, en ese momento, una fuerza de unos 15 carros que habían sido unidas por el teniente coronel Yossi Ben Hanan llegó. Aunque el grupo era de hecho una fuerza improptu de tanques reparados con hombres heridos entre sus tripulaciones. Los sirios, agotados por tres días de lucha continua, creyeron que las reservas israelíes estaban llegando y comenzaron a retirarse.

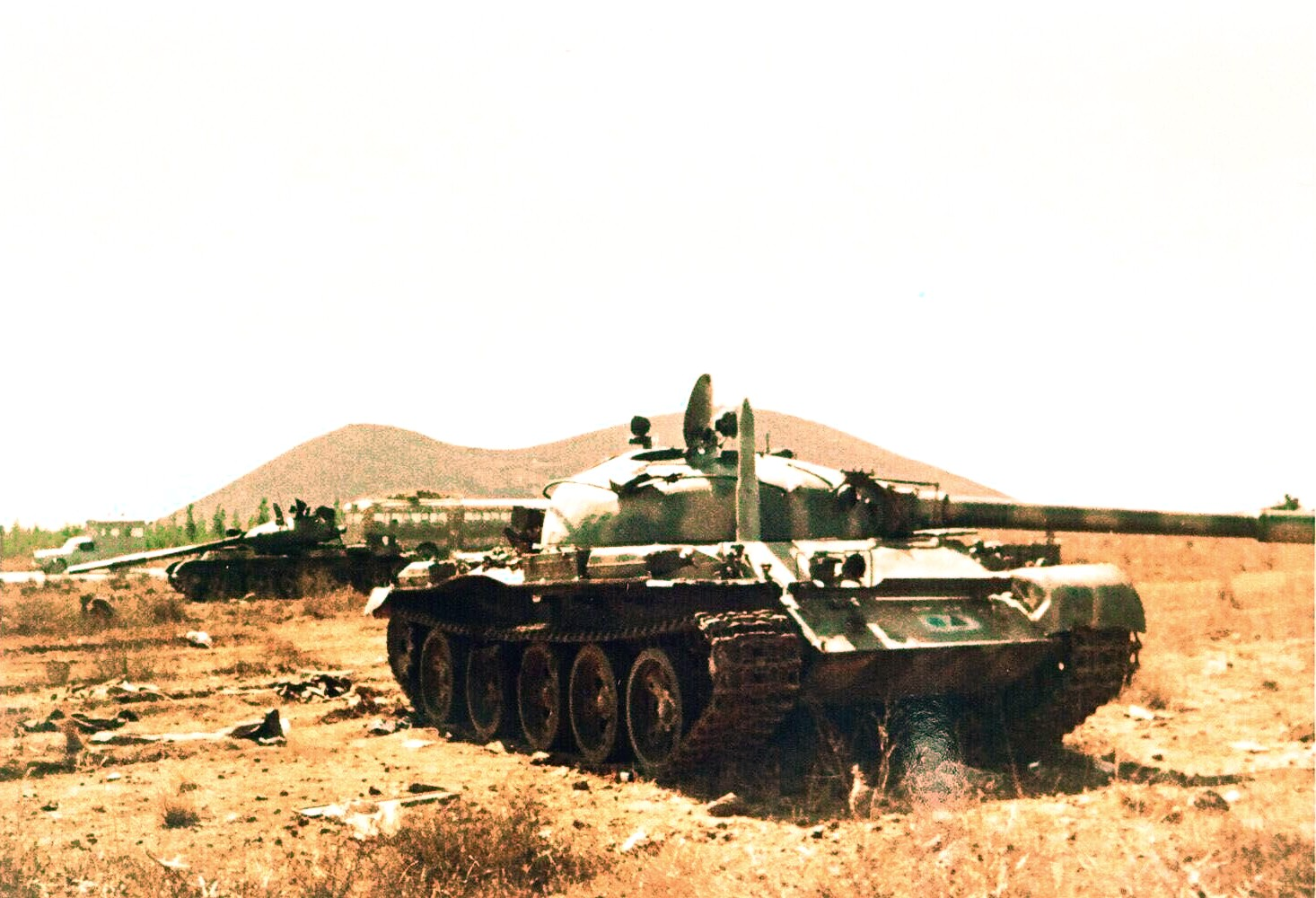
Carro sirio T-62 abandonado en los Altos del Golán.

Hacia el sur, la brigada blindada Barak israelí fue privada de cualquier defensa natural. Los sirios se ralentizaron inicialmente por un campo de minas. Los artilleros de la Brigada Barak infligieron graves pérdidas sobre los sirios con fuego de cañón preciso, pero los sirios continuaron empujando y la Brigada Barak comenzó a sufrir fuertes bajas. Los israelíes continuaron luchando desesperadamente, con la esperanza de ganar tiempo para que las fuerzas de reserva llegaran la línea del frente. En varios casos, algunas tripulaciones de los tanques se sacrificaron en lugar de ceder voluntariamente terreno.
Por la noche, los sirios hicieron uso letal de la tecnología de infrarrojos, mientras que los israelíes respondieron con rondas de iluminación y proyectores de luz de xenón en sus tanques y llevaron a cabo una serie de pequeñas acciones de bloqueo. El comandante de brigada, coronel Ben Shoham, fue muerto en el segundo día, junto a su segundo oficial y el oficial de operaciones, mientras que los sirios trataron desesperadamente de avanzar hacia el Mar de Galilea y Nafah. En este punto, la Brigada Barak dejó de funcionar como una fuerza cohesionada, aunque los carros supervivientes y miembros de la tripulación continuaron luchando de forma independiente. Los sirios estaban a punto de alcanzar a los defensores israelíes en Nafah, sin embargo, detuvieron el avance en las afueras de Nafah a las 17:00 horas; la pausa duró toda la noche, permitiendo que las fuerzas israelíes formar una línea defensiva. Se cree que los sirios habían calculado los avances estimados, y los comandantes en el campo no quería apartarse del plan.
La corriente en el Golán comenzó a cambiar mientras llegaban las fuerzas de reserva israelíes, que fueron capaces de contener el avance sirio. A partir del 8 de octubre, los israelíes comenzaron a empujar a los sirios de nuevo hacia las líneas de alto el fuego de antes de la guerra, infligiendo graves pérdidas de tanques. Otro ataque sirio al norte de Quneitra fue rechazado. Los Altos del Golán eran demasiado pequeños para actuar como un amortiguador territorial efectivo, a diferencia de la península del Sinaí en el sur, pero resultó ser un bastión geográfico estratégico, y fue una clave fundamental en prevenir el bombardeo de las ciudades inmediatamente después. Los israelíes, que habían sufrido fuertes bajas durante los primeros tres días de lucha, también comenzaron a depender en mayor medida de la artillería para desalojar a los sirios a largo plazo.

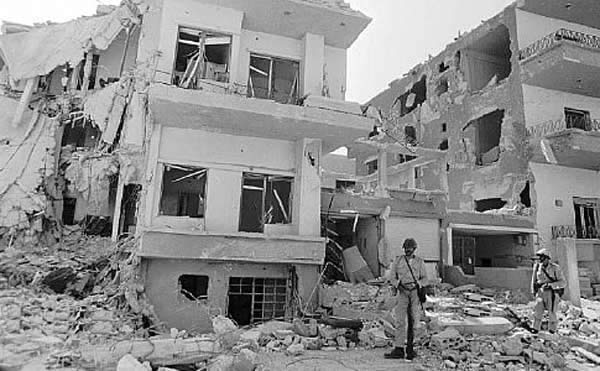
Las secuelas de un ataque aéreo israelí contra la sede del Estado Mayor sirio en Damasco.

El 9 de octubre, misiles tierra-tierra FROG-7 sirios golpearon la base de la Fuerza Aérea israelí de Ramat David, matando a un piloto e hiriendo a varios soldados. Misiles adicionales atacaron asentamientos civiles. En represalia, siete F-4 Phantom israelíes volaron hacia Siria y golpearon la Jefatura del Estado Mayor sirio en Damasco. Los aviones atacaron desde el espacio aéreo libanés para evitar las regiones fuertemente defendidas alrededor de los Altos del Golán, atacando una estación de radar libanesa a lo largo del camino. Los pisos superiores del CG sirio y el Comando de la Fuerza Aérea resultaron gravemente dañados. Un centro soviético cultural, una estación de televisión, y otras estructuras cercanas también fueron golpeados por error. Un Phantom israelí fue derribado. El ataque obligó a los sirios a transferir unidades de defensa aérea de los Altos del Golán la retaguardia, lo que permitió a la Fuerza Aérea de Israel una mayor libertad de acción.
El 9 de octubre, ya que las últimas unidades sirias estaban siendo expulsados de los Altos del Golán, los sirios lanzaron un contraataque al norte de Quneitra. Como parte de la operación, intentaron desembarcar tropas helitransportadas en las proximidades de El Rom. El contraataque fue rechazado, y cuatro helicópteros sirios fueron derribados con pérdida total de vidas. Para el 10 de octubre, la última unidad siria en el sector central fue obligada a retroceder más allá de la Línea Morada (la línea de alto el fuego de antes de la guerra). Después de cuatro días de intensos e incesantes combates, los israelíes habían logrado expulsar a los sirios de todo el Golán.
Una decisión ahora tenía que ser tomada: si las tropas israelíes debían detenerse en la frontera de 1967 o continuar avanzando en territorio sirio. El alto mando israelí pasó todo el 10 de octubre debatiendo esto hasta bien entrada la noche. Algunos estuvieron a favor de la retirada, lo que permitiría a los soldados reasignarse al Sinaí (la derrota de Shmuel Gonen en Hizayon en el Sinaí había tenido lugar dos días antes). Otros estuvieron a favor de continuar el ataque a Siria, a Damasco, inmovilizar a Siria y sacarla de la guerra; también restaurar la imagen de Israel como el poder militar supremo en Oriente Próximo y obtener una valiosa moneda de cambio una vez que terminara la contienda.
Otros contestaron que Siria tenía fuertes defensas: zanjas contracarro, campos de minas y puntos fuertes, y que sería mejor combatir desde las posiciones defensivas de los Altos del Golán (en lugar del terreno llano más profundo) en el caso de otra guerra con Siria. Sin embargo, la primera ministra Golda Meir se dio cuenta el punto más crucial de todo el debate:
Se necesitarían cuatro días para mover una división al Sinaí. Si la guerra concluía durante este período, la guerra terminaría con una pérdida territorial de Israel en el Sinaí y ninguna ganancia en el norte: una derrota sin paliativos. Esta era una cuestión política y su decisión fue absoluta: cruzar la Línea Morada. [...] El ataque sería lanzado mañana, jueves, 11 de octubre.

#### Contraofensiva israelí

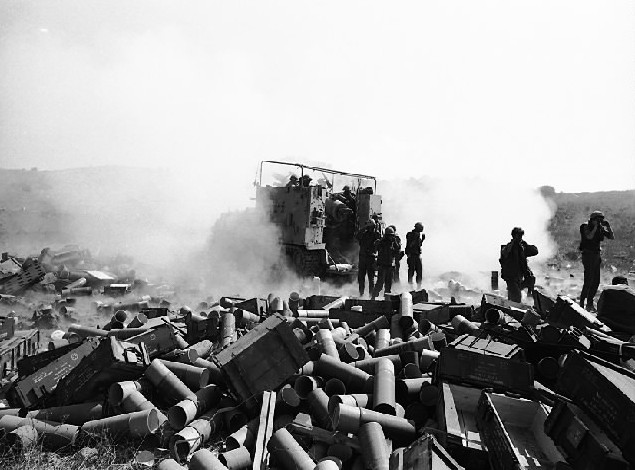
La artillería israelí bombardea las fuerzas sirias, cerca del Valle de Lágrimas.

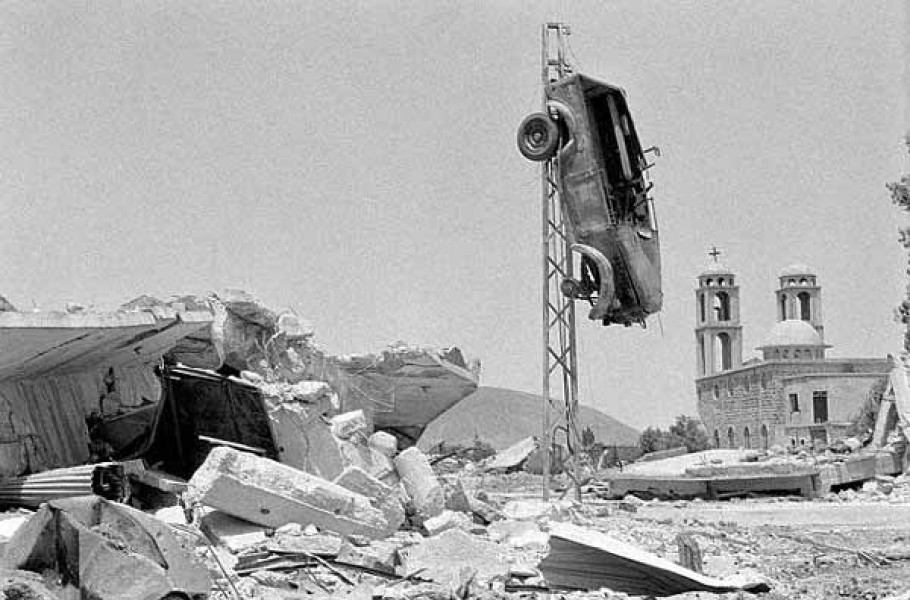
La iglesia ortodoxa griega de Quneitra tras la retirada israelí en 1974.

El 11 de octubre, las fuerzas israelíes empujaron a las fuerzas sirias y avanzaron hacia Damasco desde Quneitra hasta el 14 de octubre, encontrándose con una fuerte resistencia de reservistas sirios en las defensas preparadas. Tres divisiones israelíes rompieron la primera y segunda líneas defensivas cerca de Sasa, y conquistaron otros 50 kilómetros cuadrados de territorio en la bolsa de Basán. A partir de ahí, fueron capaces de bombardear las afueras de Damasco, a solo 40 km de distancia, utilizando artillería pesada M107.
El 12 de octubre, paracaidistas israelíes de la unidad de reconocimiento de élite Sayeret Tzanhanim lanzaron la Operación Vestido, infiltrándose profundamente en Siria y destruyendo un puente en la zona de la triple frontera de Siria, Irak y Jordania. La operación interrumpió el flujo de armas y tropas a Siria. Durante la operación, los paracaidistas destruyeron un número de transportes de tanques y mataron a varios soldados sirios. No hubo víctimas israelíes.
A medida que la posición siria se deterioraba, Jordania envió una fuerza expedicionaria a Siria. El rey Huséin I, que había sido objeto de una intensa presión para entrar en la guerra, le dijo a Israel sobre sus intenciones a través de intermediarios de Estados Unidos, con la esperanza de que Israel acepte que esto no era un casus belli para justificar un ataque a Jordania. El ministro de Defensa israelí, Moshé Dayán se negó a ofrecer ninguna garantía, pero dijo que Israel no tenía intención de abrir otro frente. Irak también envió una fuerza expedicionaria a Siria, compuesta por la 3.ª y 6.ª División acorazada, unos 30 000 hombres, 250-500 tanques y 700 APCs. Cazas israelíes atacaron a las fuerzas iraquíes que llegaron a Siria.
Las divisiones iraquíes fueron una sorpresa estratégica para la FDI, que había esperado un aviso de inteligencia de 24 horas sobre este tipo de movimientos. Esto se convirtió en una sorpresa operativa, ya que los iraquíes atacaron el expuesto flanco sur del avance de los blindados israelíes, obligando a sus unidades avanzadas a retirarse a pocos kilómetros con el fin de evitar que el cerco. Los contraataques de sirios, iraquíes y jordanos impidieron cualquier ganancia israelí adicional. Sin embargo, no fueron capaces de empujar de regreso a los israelíes desde la bolsa de Basán, y sufrieron fuertes pérdidas en sus enfrentamientos con los israelíes. El ataque más efectivo tuvo lugar el 20 de octubre, aunque las fuerzas árabes perdieron 120 tanques en ese ataque.
La Fuerza Aérea Siria atacó las columnas israelíes, pero sus operaciones fueron muy limitadas debido a la superioridad aérea israelí, y sufrió fuertes pérdidas en combates aéreos con los aviones israelíes. El 23 de octubre, una gran batalla aérea tuvo lugar cerca de Damasco, durante la cual los israelíes derribaron 10 aviones sirios. Los sirios señalaron una cantidad de bajas israelíes similar. Las FDI también destruyeron el sistema sirio de defensa de misiles. La Fuerza Aérea de Israel utilizó su superioridad aérea para atacar objetivos estratégicos en Siria, incluyendo las importantes plantas de energía, equipos de gasolina, puentes y carreteras principales. Los ataques debilitaron el esfuerzo de guerra sirio, interrumpieron los esfuerzos soviéticos para transportar equipo militar en Siria, y perturbaron la vida normal en el interior del país.
El 22 de octubre, los comandos de la brigada Golani y Sayeret Matkal recuperaron el puesto de avanzada en el monte Hermón, después de una reñida batalla que involucró un combate cuerpo a cuerpo y ataques de francotiradores sirios. Un ataque fallido de dos semanas antes había costado a los israelíes 23 muertos y 55 heridos y a los sirios, 29 muertos y 11 heridos, mientras que este segundo ataque costó a Israel una suma adicional de 55 muertos y 79 heridos. Un número desconocido de sirios también murieron y algunos fueron hechos prisioneros. Una excavadora D9 del ejército israelí, con el apoyo de la infantería, se abrió camino hasta la cima. Un helicóptero llevó a una fuerza de paracaidistas israelíes a los correspondientes puestos sirios de avanzada del monte Hermón, matando a más de una docena de sirios, sufriendo un muerto y cuatro heridos. Siete aviones MiG y dos helicópteros sirios que llevaban refuerzos fueron derribados cuando intentaron intervenir.

#### Desescalada del frente norte
Los sirios se prepararon para una contraofensiva masiva para expulsar a las fuerzas israelíes de Siria, programada para el 23 de octubre. Participarían un total de cinco divisiones sirias, junto a las fuerzas expedicionarias iraquíes y jordanas. Los soviéticos habían reemplazado la mayor parte de las pérdidas que las fuerzas acorazadas sirias habían sufrido durante las primeras semanas de la guerra.
Sin embargo, el día antes de que comenzara la ofensiva, las Naciones Unidas impusieron un alto el fuego (después de la aquiescencia de Israel y Egipto). Abraham Rabinovich afirmó que «La aceptación por Egipto del cese al fuego el lunes [22 de octubre] creó un dilema importante para Assad. El cese al fuego no lo obligaba, pero sus implicaciones no podían ser ignoradas. Algunos miembros del Estado Mayor General sirio se mostraron partidarios de seguir adelante con el ataque argumentando que, si se hiciera, Egipto se sentiría obligado a seguir luchando también [...]. Otros, sin embargo, argumentaron que la continuación de la guerra legitimaría los esfuerzos de Israel para destruir al Tercer Ejército egipcio. En ese caso, Egipto no vendría a la ayuda de Siria cuando Israel volviera todo su poder hacia el norte, destruyendo la infraestructura siria y tal vez atacando a Damasco».
En última instancia, el presidente sirio Hafez al-Assad decidió cancelar la ofensiva. El 23 de octubre, el día en que comenzaría la ofensiva, Siria anunció que había aceptado el alto el fuego, y ordenó a sus tropas detenerse, mientras que el gobierno iraquí ordenó el retorno de sus fuerzas.
Tras el alto el fuego de la ONU, hubo constantes intercambios de artillería y escaramuzas, y las fuerzas israelíes continuaron ocupando posiciones en el interior de Siria. Según el ministro de Relaciones Exteriores sirio, Abdel Halim Khaddam, los constantes ataques de artillería sirios eran «parte de una guerra deliberada de desgaste, diseñada para paralizar la economía israelí», y tenían la intención de presionar a Israel para que cediera el territorio ocupado. Algunos combates aéreos tuvieron lugar, y ambas partes perdieron varios aviones. En la primavera de 1974, los sirios intentaron retomar la cumbre del Monte Hermón. Los combates duraron más de un mes y sufrieron fuertes pérdidas en ambos bandos, pero los israelíes mantuvieron sus posiciones. La situación siguió hasta un acuerdo de separación en mayo de 1974.

#### Participación jordana
Los Estados Unidos presionaron al rey Husein para mantener a Jordania fuera de la guerra. Aunque el rey jordano inicialmente se abstuvo de entrar en el conflicto, en la noche del 12 al 13 de octubre, tropas jordanas desplegaron a la frontera jordano-siria para reforzar las tropas sirias y las fuerzas jordanas se unieron a los ataques de Siria e Irak contra posiciones israelíes el 16 y el 19 de octubre. Husein I envió una segunda brigada al frente del Golán el 21 de octubre. Según el historiador Assaf David, los documentos desclasificados estadounidenses demuestran que la participación jordana era solo una señal para preservar el estatus del rey Husein I en el mundo árabe. Los documentos revelan que Israel y Jordania tenían un entendimiento tácito de que las unidades jordanas tratarían de mantenerse fuera de la lucha e Israel trataría de no atacarlas.

#### Situación final en el frente sirio
El ejército israelí avanzó a una distancia de 40 km de Damasco, desde donde pudieron bombardear las afueras de Damasco usando la artillería pesada M107.

### En el mar Mediterráneo

Diagrama de la batalla de Latakia.

Diagrama de la batalla de Baltim.

En el primer día de la guerra, barcos lanzamisiles egipcios bombardearon la costa mediterránea del Sinaí, dirigiéndose a Rumana y Ras Beyron, Ras Masala y Ras Sudar en el golfo de Suez y Sharm el-Sheikh. Los buzos militares egipcios también atacaron las instalaciones petrolíferas de Bala'eem, deshabilitando el perforador masivo.
La batalla de Latakia, entre las armadas israelí y siria, tuvo lugar el 7 de octubre, segundo día de la guerra. Cinco barcos lanzamisiles israelíes con rumbo hacia el puerto sirio de Latakia hundieron un barco torpedero sirio y un dragaminas antes de encontrar cinco lanzamisiles sirios. Los israelíes utilizaron contramedidas electrónicas y señuelos radar para evadir los misiles sirios, y luego hundieron los cinco barcos lanzamisiles sirios. Este revolucionario combate, el primero entre lanzamisiles que usan misiles de superficie-superficie, demostró la potencia de pequeños y rápidos barcos de misiles equipados con contramedidas electrónicas avanzadas. La batalla también consolidó a la Marina israelí, largamente ridiculizada como la «oveja negra» de las FDI, como una fuerza formidable y efectiva por derecho propio. El puerto de Latakia fue el sitio de otro enfrentamiento entre el 10 y el 11 de octubre, cuando barcos de misiles israelíes dispararon contra el puerto, dirigiéndose a dos lanzamisiles sirios que avistaron maniobrando entre buques mercantes. Ambos buques sirios fueron hundidos, y dos buques mercantes fueron alcanzados por error y hundidos.
El 7 de octubre también fue testigo de la batalla de Marsa Talamat. Dos patrulleros de la clase Dabur israelí que patrullaban en el golfo de Suez encontraron dos lanchas Zodiac egipcias cargadas con comandos navales egipcios y un bote patrulla, respaldado por cañones costeros. Los barcos de patrulla israelí hundieron ambos Zodiac y la patrullera, y los patrulleros israelíes sufrieron daños durante la batalla.
La batalla de Baltim, que tuvo lugar del 8 al 9 de octubre frente a la costa de Baltim y Damietta, terminó en una victoria decisiva israelí. Seis barcos lanzamisiles israelíes que se dirigían hacia Port Said encontraron cuatro barcos de misiles egipcios procedentes de Alejandría. En un combate de unos cuarenta minutos, los israelíes evadieron los misiles egipcios Styx usando contramedidas electrónicas y hundieron tres de los barcos lanzamisiles egipcios con misiles Gabriel y disparos de artillería. Las batallas de Latakia y Baltim «cambiaron drásticamente la situación operacional en el mar a favor de Israel».
Cinco noches después de la batalla de Baltim, cinco patrulleros israelíes entraron en el fondeadero egipcio en Ras Ghareb, donde había más de cincuenta patrulleros egipcios, incluidos barcos armados de pesca movilizados para el esfuerzo de guerra y cargados con tropas, municiones y suministros para el lado israelí del Golfo. En la batalla que siguió, 19 barcos egipcios fueron hundidos, mientras que otros quedaron atrapados en el puerto.
La Marina israelí tenía el control del golfo de Suez durante la guerra, lo que hizo posible el despliegue continuo de una batería israelí SAM cerca de una base naval israelí, cerca del extremo sur del canal de Suez, privando al Ejército egipcio de apoyo aéreo y evitando moverse hacia el sur e intentar capturar el sur del Sinaí.

## Las dificultades para el fin de las operaciones militares
Una vez que la cabeza de puente sobre Suez se había instalado, Leonid Bréznev, consciente de que las fuerzas árabes se encontraban ya perdidas solicitó al presidente estadunidense de entonces Richard Nixon, que ambos intervinieran conjuntamente para solicitar un alto el fuego. El 20 de octubre el Secretario de Estado, Henry Kissinger, se desplazó a Moscú para una entrevista urgente con las autoridades soviéticas a fin de poner término a la guerra. Fruto de las negociaciones fue que al día siguiente, el ejército Egipcio reconoció por vez primera la presencia de tropas israelíes en la zona del Canal, aunque en realidad se encontraban más allá, en la ruta que unía Suez con El Cairo tratando de rodear al tercer ejército egipcio. El mismo día, 21, el Consejo de Seguridad de la ONU se reunió de manera urgente con una propuesta conjunta de Estados Unidos y la Unión Soviética que se aprobó, constituyendo la  que, en síntesis, estableció:
- La obligación de las partes de finalizar las operaciones militares en doce horas y cesar el fuego, permaneciendo las unidades militares en los lugares que ocupasen en ese momento, esto es, las seis de la madrugada del día 22 de octubre.

- En segundo lugar se conminaba a que, una vez establecido el cese del fuego, las partes negociasen un acuerdo de paz.

- En tercer lugar, se exigía el cumplimiento de la Resolución 242 del Consejo de Seguridad.

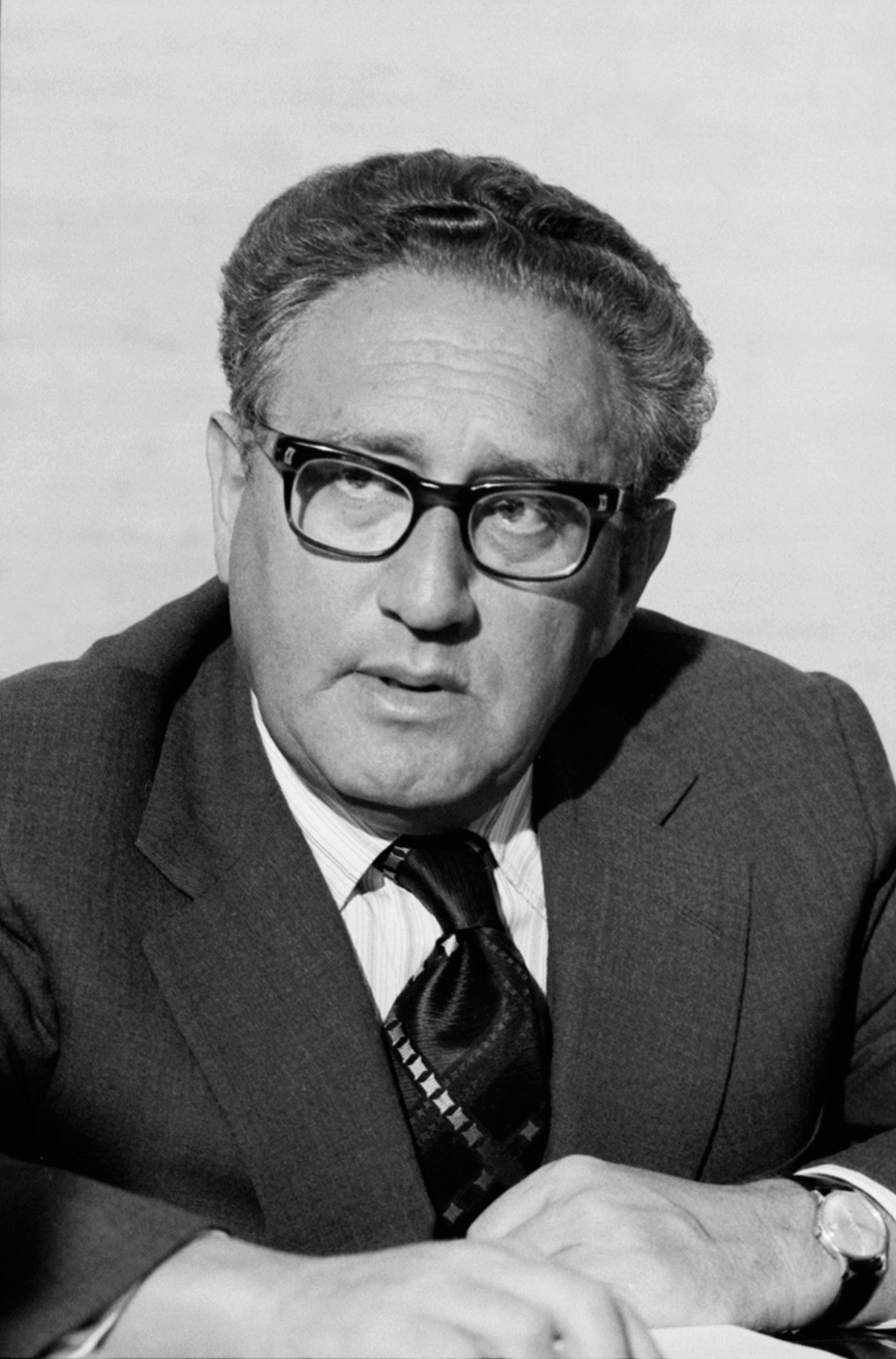
Henry A. Kissinger

A pesar de la Resolución, las hostilidades continuaron en Suez, donde las fuerzas israelíes terminaron de embolsar al tercer ejército egipcio. Una nueva resolución del Consejo de Seguridad, la 339, reunido a petición del Presidente Sadat, reiteró la resolución 338 y exigió a las partes volver a la situación del día 21, aunque Israel hizo caso omiso y permaneció en sus posiciones, continuando la guerra. La Unión Soviética, viendo perder a sus socios árabes, movilizó a parte de su flota en el Mediterráneo (entre ellos dos portahelicópteros) y varias divisiones de paracaidistas junto con los aviones de transporte y lanzamiento correspondientes, bajo la amenaza expresa a Estados Unidos de desplegar tropas propias para poner a salvo al tercer ejército si Israel continuaba la ofensiva. Estados Unidos, por su parte, declaró la alerta nuclear, especialmente criticada por los miembros europeos de la OTAN que no habían sido consultados.
Mientras las acciones militares continuaban, Egipto bloqueó la entrada al mar Rojo en el estrecho de Tirán —en un acto de presión que Israel consideró como «acción de guerra»—, también ordenó al tercer ejército una operación militar con apoyo de artillería y cazas para salir de la bolsa en la que se encontraba y mostró ante la opinión pública internacional su decisión firme de no negociar el intercambio de prisioneros si Israel continuaba sus acciones. Siria se unió a esta última estrategia con el beneplácito de la URSS. Así, el tercer ejército egipcio inició una maniobra para levantar el bloqueo el día 26 de octubre pero le fue imposible. Ese mismo día, Estados Unidos exigió a Israel el fin inmediato de las operaciones y que permitiese la llegada de un mínimo de suministros al tercer ejército, todo ello a cambio de que serían las posiciones del día 26, y no las fijadas en la Resolución 338, las que se tendrían en cuenta en las futuras negociaciones.

## Finalización del conflicto
A propuesta del secretario general de la ONU, Kurt Waldheim, se acordó por unanimidad del Consejo de Seguridad el envío a la zona de conflicto de fuerzas de interposición de países que no hubiesen intervenido directa o indirectamente en el conflicto y tuviesen buenas relaciones con los contendientes. Así se acordó que la expedición de paz estuviese formada por miembros de los ejércitos de Austria, Finlandia y Suecia.
El acuerdo de alto el fuego entre Israel y Egipto se firmó el 11 de noviembre en el kilómetro 101 de la ruta que unía Suez y El Cairo; en él que se definieron las fórmulas de intercambio de prisioneros y el suministro de alimentos y combustible al tercer ejército. Por su parte, la Conferencia de Paz que auspiciaba Estados Unidos en Ginebra fue un fracaso al no asistir Siria ni estar invitada la Organización para la Liberación de Palestina. No obstante, comenzó formalmente el 21 de diciembre con la asistencia, además de los contendientes, de Jordania, Estados Unidos y la URSS. Al poco de abrirse la sesión y con las declaraciones iniciales se dio por pospuesta sine die. Egipto e Israel mantuvieron negociaciones secretas que dieron fruto el 18 de enero de 1974 con la separación de ambos ejércitos, hasta ese momento fijos en las posiciones del 27 de octubre anterior. El acuerdo estableció la salida del ejército israelí de la zona occidental del canal de Suez y la creación de una franja de separación de 11 kilómetros en la que se desplegaría la fuerza de las Naciones Unidas, limitándose el número de tropas de ambos bandos y la capacidad de la ONU para inspeccionar el cumplimiento de los acuerdos. Por su parte, las negociaciones sirio-israelíes concluyeron el 31 de mayo. Israel se retiró de la zona este ocupada en los Altos del Golán durante el conflicto hasta las posiciones del alto el fuego de 1967, se verificó un complejo intercambio de prisioneros que aún se cuestiona por la parte israelí y se estableció una línea de interposición de fuerzas de la ONU.

## Negociaciones posteriores
Tras los acuerdos que confirmaron el alto el fuego, Egipto e Israel iniciaron conversaciones reservadas bajo el patrocinio de Estados Unidos destinadas, en un futuro lejano, a fomentar un acuerdo de paz estable entre los dos países. La situación se vio favorecida, por un lado, el impacto que en la sociedad israelí había supuesto la guerra de 1973; por otro, las posiciones de Sadat que, alejándose de las tesis soviéticas, buscaba estabilizar su política internacional con Israel. Así, el 10 de octubre de 1975, delegaciones de ambos países firmaron un Convenio en Ginebra cuyo contenido era:
- Israel abandonaba los campos petrolíferos de Abu Rodeis de los que recibía la mayor parte de su suministro. Al mismo tiempo, Estados Unidos e Israel firmaban un acuerdo secreto por el que aquel suministraría a este el petróleo que necesitase en el futuro.
- Israel dejaba varios pasos que pasaban a ser controlados por la ONU, mientras que esta desplazaba más al interior del Sinaí su zona, dejando que las tropas egipcias ocupasen la misma.
- Israel y Egipto podrían mantener o incrementar los sistemas de control eléctrónico en el suelo fuera del espacio asignado a la ONU.
- Egipto se comprometió a levantar los bloqueos en el mar Rojo y permitir que a través del canal de Suez circulasen en ambos sentidos buques que suministrasen material no militar a Israel.
- Igualmente, Egipto renunció a la guerra unilateral y a efectuar amenazas contra Israel salvo que este atacase a un país árabe.

## Consecuencias
Egipto sintió que moralmente se resarcía de las humillantes derrotas anteriores  y se restableció un cierto equilibrio simbólico con Israel. Esto facilitó que el principal país árabe se alejase de las tesis soviéticas y se acercase más a los Estados Unidos, mientras que Siria mantuvo su vinculación a la URSS. La aproximación de Egipto al mundo occidental favorecería diversos acuerdos con Israel (Sinaí I y Sinaí II), que culminaron en los acuerdos de Camp David unos años después. Pese a todo, la intensa actividad diplomática dio lugar a una paz equívoca pues estuvo acompañada de una escalada terrorista internacional por parte de grupos palestinos y de un inusitado acorralamiento diplomático contra Israel, gracias a la mayoría automática que formaron en la ONU los países árabes y el bloque del Este, que provocó más de 20 resoluciones consecutivas contra el Estado judío. 
Pero las implicaciones internacionales fueron mucho más allá del ámbito político: el embargo petrolero a Occidente y la rebaja de la producción de los países árabes productores de petróleo, en represalia por su respaldo a Israel, desencadenó la drástica subida del crudo y una crisis en las economías industrializadas tras casi tres décadas de crecimiento ininterrumpido. Paradójicamente, Israel no sufrió esta crisis de suministro gracias a algunos pozos que conservó en el Sinaí.